# Georgia
Georgia (en georgiano: საქართველო, Sakartveloⓘ) es un país soberano localizado en la costa del mar Negro, en el límite entre la Europa Oriental y el Asia Occidental. Geográficamente, su territorio se ha clasificado como euroasiático o como bicontinental dependiendo de la correspondiente convención, aunque cultural, histórica y políticamente, Georgia se considera como parte de Europa.
Como RSS de Georgia hasta 1991, formó parte de la Unión de Repúblicas Socialistas Soviéticas (URSS). Comparte fronteras con Rusia al norte y noreste, con Turquía y Armenia al sur, y con Azerbaiyán al sudeste. La capital es Tiflis (en georgiano: თბილისი, Tbilisi), aunque desde 2012 el Parlamento tiene su sede en la ciudad de Kutaisi.
La Constitución de Georgia es la de una democracia representativa, organizada como un Estado unitario, República semipresidencialista. Georgia es actualmente miembro del Consejo de Europa, la Organización Europea para la Seguridad de la Navegación Aérea (Eurocontrol), la Organización Mundial del Comercio, la Cooperación Económica del Mar Negro, la Organización para la Seguridad y la Cooperación en Europa y la GUAM. El país aspira a unirse a la Unión Europea y a la OTAN; en julio de 2016 la Unión Europea incorporó a Georgia como Estado asociado. En 2022, tras la invasión rusa de Ucrania, Georgia presentó formalmente su solicitud de adhesión a la Unión Europea antes de lo previsto y obtuvo el estatuto de país candidato en 2023.
La historia de Georgia se remonta a los antiguos reinos de Cólquida e Iberia. Georgia llegó a la cima de su fuerza política y económica durante el reinado de David IV y la reina Tamar, en los siglos XI y XII. A principios del siglo XIX, Georgia fue anexionada por el Imperio ruso. Después de un breve período de independencia tras la revolución rusa de 1917, Georgia fue anexada de nuevo, pero esta vez por la Rusia soviética en 1921. Desde 1922 hasta 1991 la República Socialista Soviética de Georgia fue una de las quince repúblicas federales de la Unión Soviética. El 9 de abril de 1991, poco antes del colapso de la Unión Soviética, Georgia declaró su independencia. Al igual que muchos países con pasado comunista, Georgia sufrió los disturbios civiles y la crisis económica de la mayor parte de la década de 1990, pero después de Revolución de las Rosas en 2003 el nuevo gobierno introdujo reformas democráticas y económicas.

## Toponimia
El nombre oficial transliterado del país es «Sakartvelo», tal como se especifica en la Constitución de Georgia.
«Georgia» es un exónimo utilizado en Occidente desde la época medieval.
Jacobo de Vitry (1170-1240) etimologizó ese nombre como una referencia a San Jorge, debido a la especial reverencia de los georgianos hacia ese santo.
Los primeros autores modernos, como Jean Chardin, intentaron vincular el nombre con el significado literal griego de γεωργός («labrador de la tierra» o «agricultor»). Su pronunciación en idioma español es «je-ór-jia».
Por su parte, los georgianos se denominan a sí mismos Kartvelebi (ქართველები, es decir, «kartvelianos»), el nombre autóctono de Georgia es Sakartvelo (საქართველო) «tierra de Kartvelianos» y el del idioma georgiano Kartuli (ქართული). Las crónicas georgianas medievales presentan un antepasado epónimo de los kartvelianos, Kartlos, un bisnieto de Jafet. El nombre Sakartvelo (საქართველო) consta de dos partes. Su raíz, kartvel-i (ქართველ-ი), especifica un habitante del núcleo centrooriental de la región georgiana de Kartli, o Iberia, como se le conoce en fuentes del Imperio Romano de Oriente. El circunfijo con la forma: sa-X-o por su parte, denota «el lugar donde X habita», siendo X el nombre de un pueblo, en este caso Kartveli. Los antiguos griegos (entre ellos, Estrabón, Heródoto, Plutarco y Homero) y los romanos (Tito Livio, Tácito, etc.) se refieren a los primeros georgianos occidentales como colcos y a los georgianos orientales como íberos (Iberoi en algunas fuentes griegas).

## Historia

### La Georgia antigua y medieval

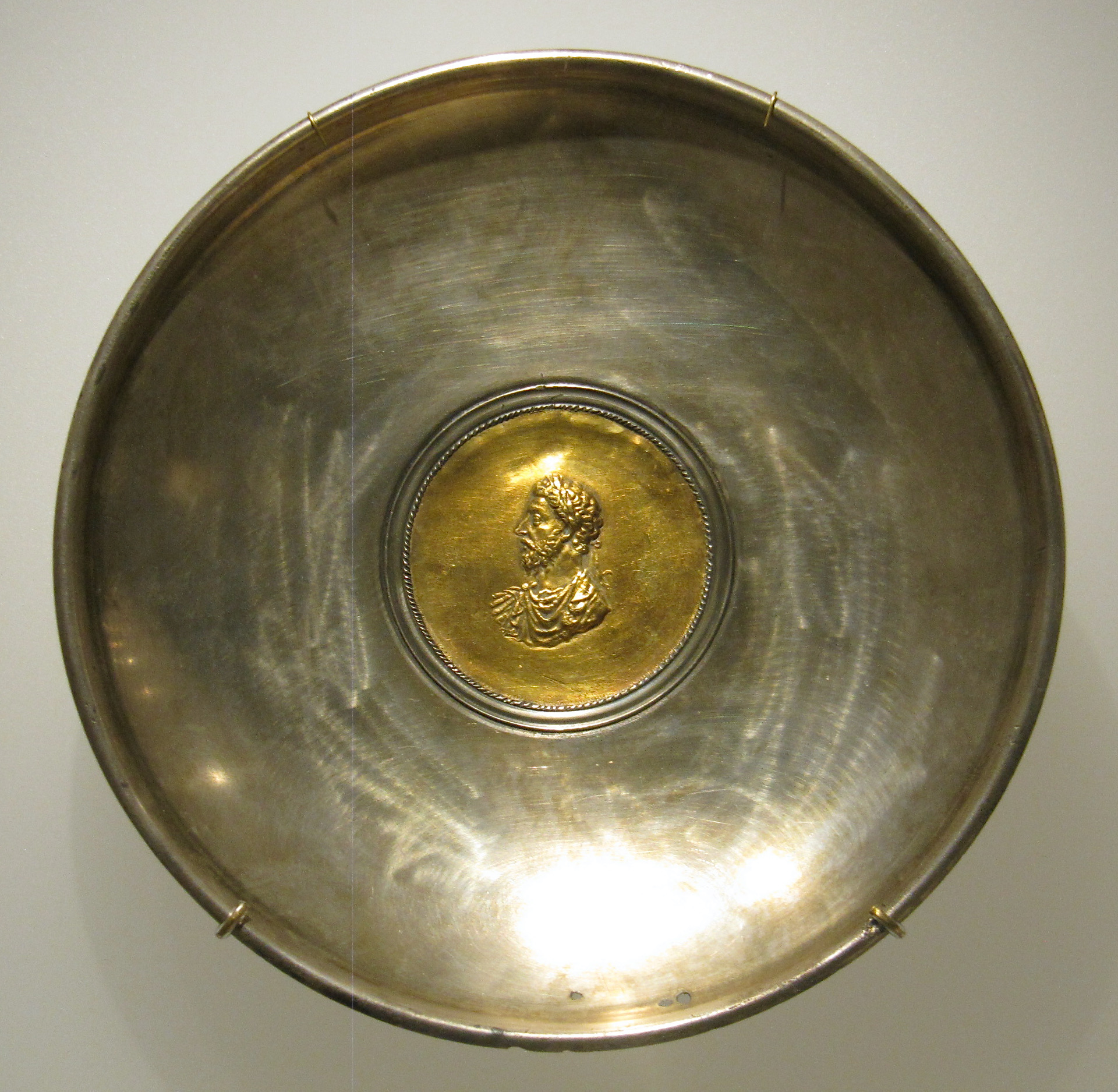
Pátera de Marco Aurelio, descubierta en Georgia (izquierda).

El actual territorio de Georgia fue, en tiempos de los griegos, la antigua Cólquida, hacia la que Jasón y los Argonautas viajaron desde el puerto de Yolcos en busca del Vellocino de Oro. En tiempos del Imperio romano, la región estaba dividida en una parte occidental llamada Cólquida (donde los griegos fundaron varias colonias costeras) y otra interna llamada Iberia. Los romanos conquistaron con Pompeyo la parte costera de Georgia, a la que dieron el nombre de «Provincia de Lazicum», mientras que redujeron a vasallaje el Reino de Iberia. Durante siete siglos, la Georgia romana fue dominada por Roma y Constantinopla, dejando una huella indeleble en la religión cristiana de los georgianos.

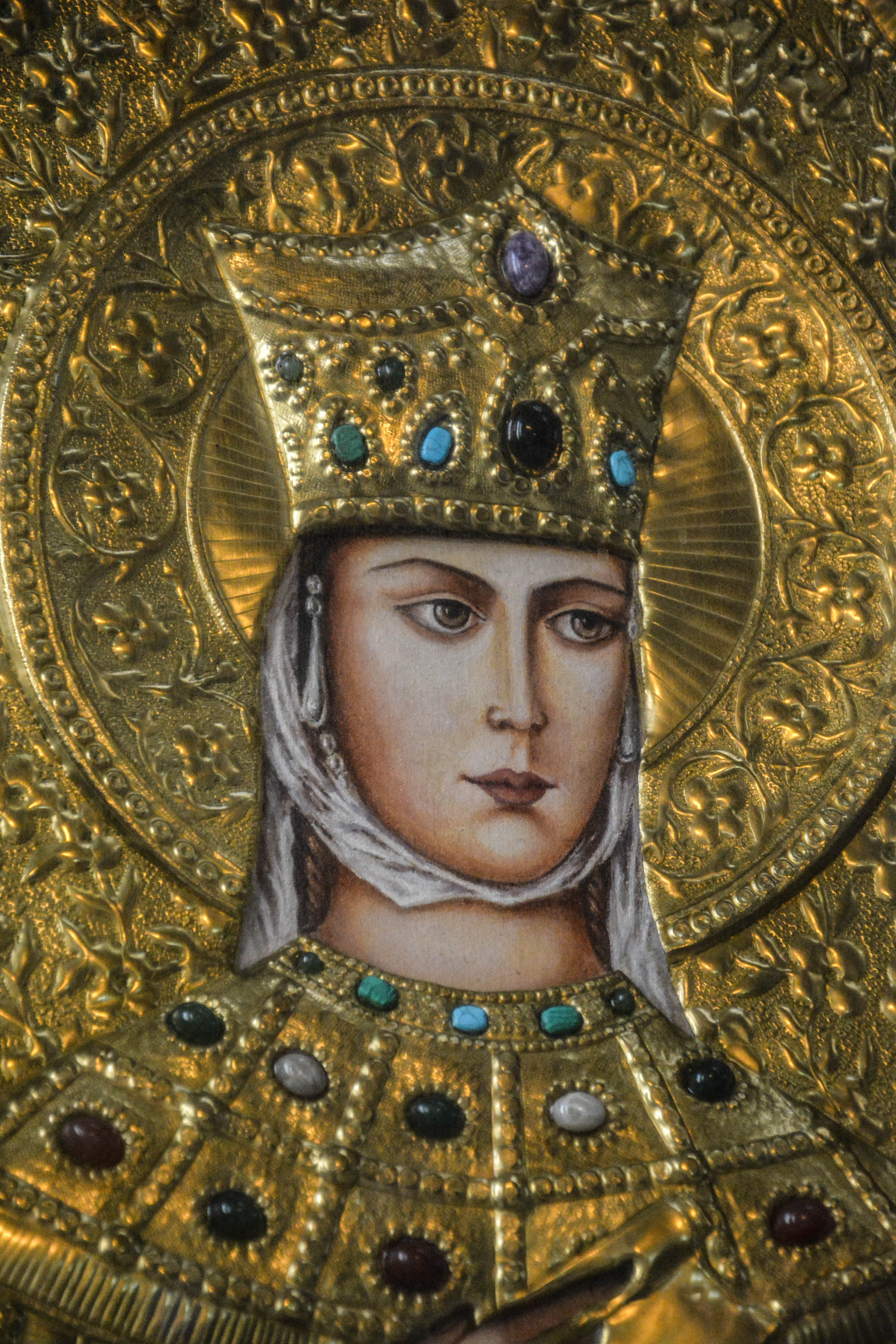
La reina Tamara gobernó durante la época dorada la Georgia medieval

Estos dos reinos georgianos en la Antigüedad, Iberia en el este del país y Cólquida en el oeste, estuvieron entre las primeras naciones de la región que adoptaron el cristianismo (317 y 523, respectivamente).
Egrisi presenció con frecuencia batallas entre los rivales Imperio romano Oriental y Persia, los cuales pretendían conquistar Georgia cada cierto tiempo después del siglo II d. C..
Como resultado de ello, estos reinos fueron desintegrados en varias regiones feudales en los primeros años de la Edad Media, lo cual facilitó a los musulmanes conquistar Georgia en el siglo VII. A principios del siglo X, las regiones rebeldes fueron liberadas y unidas al reino de Georgia. Comenzando el siglo XII, el dominio de Georgia se extendió sobre gran parte del Cáucaso meridional, incluyendo zonas nororientales y casi toda la costa septentrional de lo que hoy es Turquía.
Este reino de Georgia, que era tolerante con sus súbditos musulmanes y judíos, fue sometido por los mongoles en el siglo XIII y luego por el Imperio timúrida. Consecuencia de ello fue que los diferentes gobernadores locales lucharon por independizarse del gobierno georgiano central hasta la total desintegración del reino en el siglo XV. Los reinos colindantes aprovecharon la situación, y desde el siglo XVI el Imperio persa y el otomano subyugaron el este y el oeste de Georgia, respectivamente. Los gobernadores de estas regiones, que habían conservado en parte su autonomía, organizaron rebeliones en varias ocasiones. Sucesivas invasiones persas y otomanas debilitaron a los reinos y las rebeliones locales. Como resultado de las guerras contra los países islámicos, la población de Georgia se vio reducida a 250 000 habitantes.

### Tratado de Gueórguiyevsk y posterior anexión al Imperio ruso

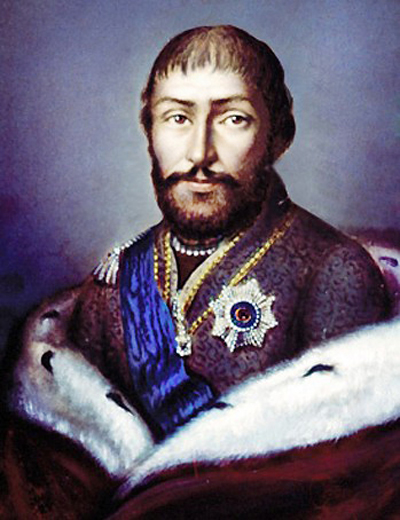
El rey Jorge XII de Georgia fue el último monarca del reino de Kartli-Kajetia, que fue anexionado por Rusia en 1801.

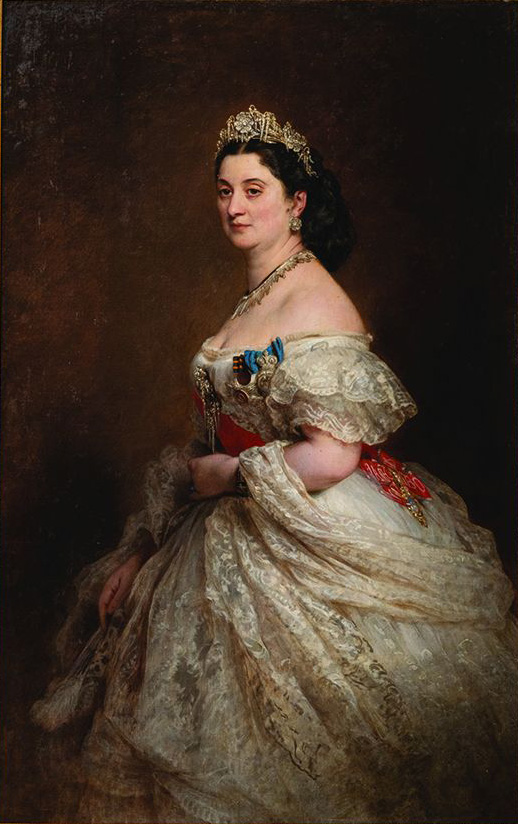
Catalina, la última reina georgiana de Mingrelia, por Franz Xaver Winterhalter.

En 1783, el Imperio ruso y el reino oriental georgiano de Kartli-Kajeti suscribieron el Tratado de Gueórguiyevsk, de acuerdo con el cual Georgia y Rusia se obligaban a brindarse mutuamente apoyo militar. Esto, sin embargo, no evitó que el Imperio ruso diera luz verde para que Tiflis fuera saqueada por los persas en 1795.
El 22 de diciembre de 1800, el zar Pablo I de Rusia, aprovechándose de la debilidad del Reino georgiano, violó el tratado de Gueórguiyevsk y firmó la proclamación correspondiente a la incorporación de Georgia (Kartli-Kajeti) al Imperio ruso. La proclamación fue anunciada el 18 de enero de 1801.
Solo se sometió una pequeña parte de la nobleza georgiana, mientras que otros organizaron rebeliones antirrusas en varias ocasiones. En 1810, después de una breve guerra, el reino georgiano occidental de Imericia fue anejado por el zar Alejandro I de Rusia. El último rey imericio y último bagrátida georgiano Salomón II murió en el exilio en 1815.
El principado de Guria fue abolido en 1829 y el de Mingrelia en 1867. La región de Svanetia fue anejada gradualmente entre 1857 y 1859.

### República Democrática de Georgia

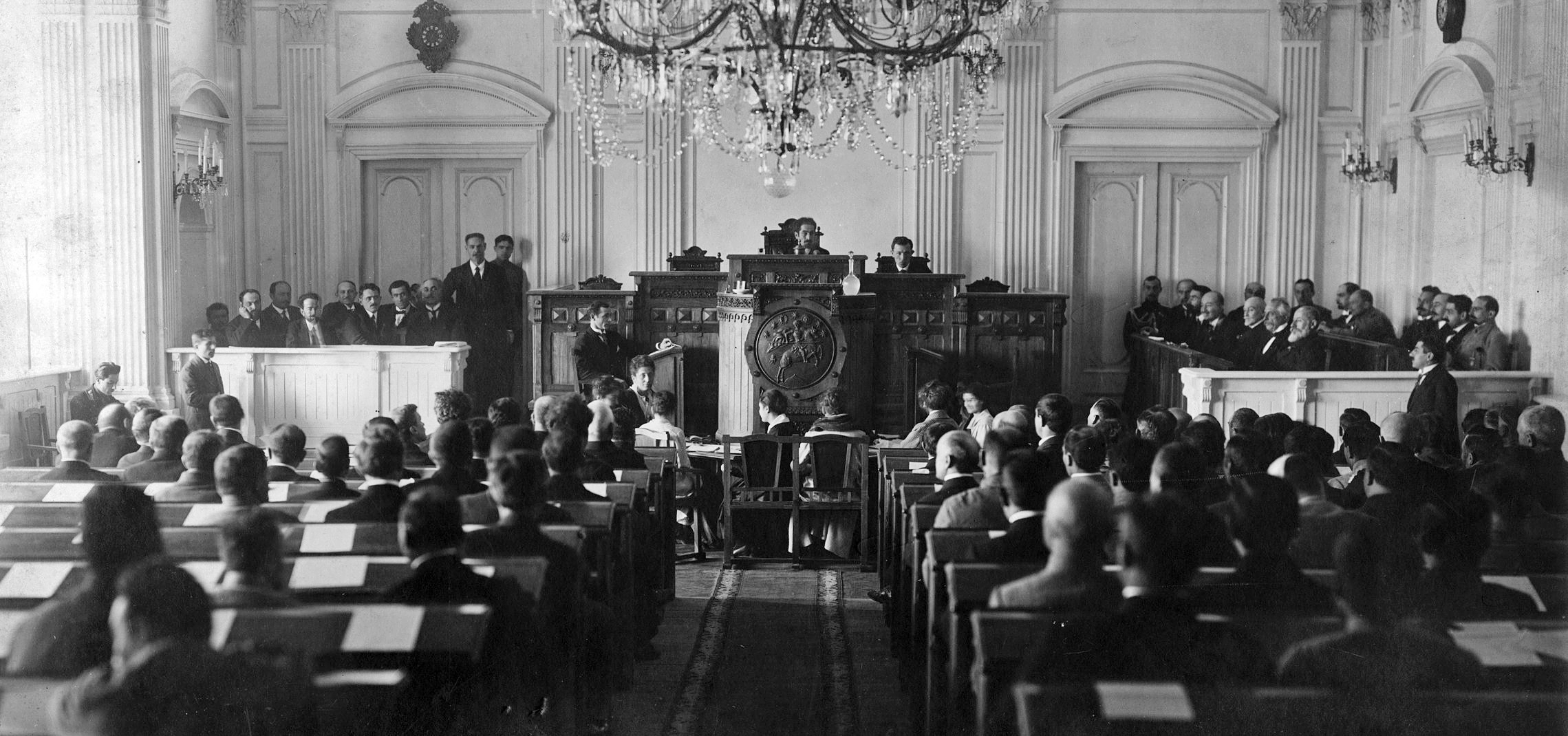
Declaración de independencia por el parlamento georgiano (Tiflis, 1918)

La República Democrática de Georgia fue el primer Estado moderno de Georgia y existió entre 1918 y 1921. Tenía una superficie total de aproximadamente 107 600 km² (en comparación, la actual Georgia, que tiene 69 700 km² o 57 147 km² sin Abjasia y Osetia del Sur), y una población de 2,5 millones de habitantes. La República Democrática de Georgia se creó después del colapso del Imperio ruso, iniciado con la Revolución rusa de 1917.

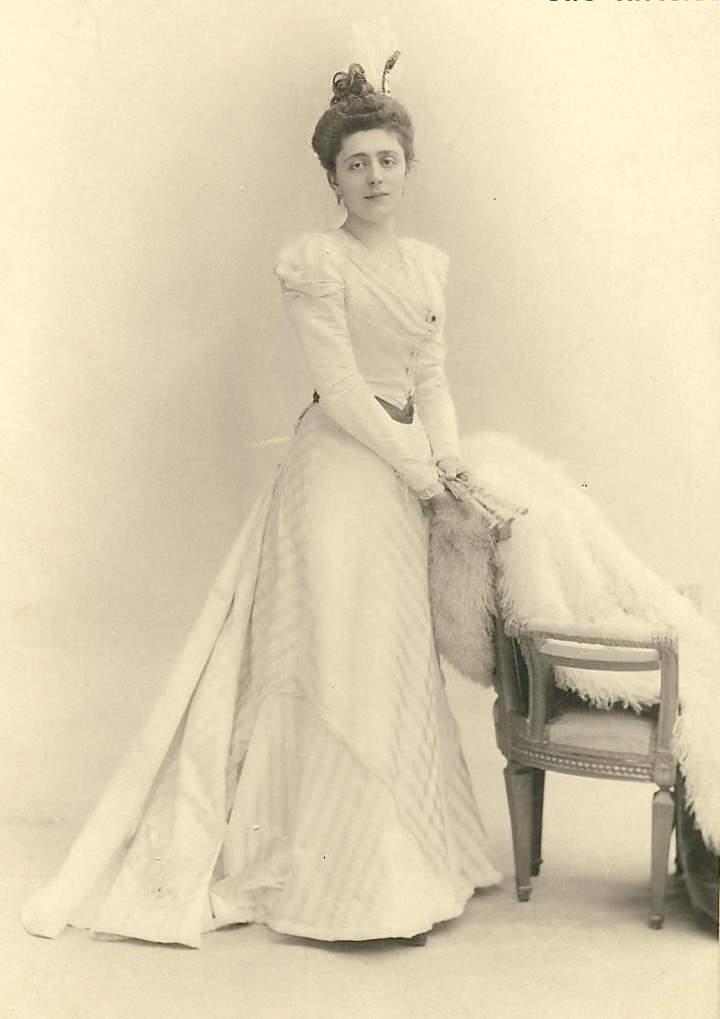
Elizabeth Orbeliani, la primera profesora de Georgia, 1918.

Se proclamó el 26 de mayo de 1918, al desaparecer la República Democrática Federal de Transcaucasia, y fue liderada por el partido socialdemócrata menchevique. Georgia fue reconocida inmediatamente por Alemania y el Imperio otomano. El joven Estado se puso bajo protección alemana por el Tratado de Poti. El apoyo alemán permitió a los georgianos repeler las amenazas bolcheviques desde Abjasia. La expedición alemana del Cáucaso estuvo muy probablemente bajo el mando de Friedrich Freiherr Kress von Kressenstein. La posesión británica de Batum continuó existiendo y permaneció fuera del control de Georgia hasta 1920. El 25 de diciembre de 1918, una fuerza británica se desplegó también en Tiflis. Enfrentado a problemas permanentes tanto internos como externos, el joven Estado fue incapaz de resistir la invasión del Ejército Rojo de la RSFS de Rusia y se derrumbó entre febrero y marzo de 1921, convirtiéndose en una república soviética.

### República Socialista Soviética de Georgia
República Socialista Soviética de Georgia fue el nombre que recibió Georgia al formar parte de la Unión Soviética, desde 1936 hasta 1991. Georgia fue incorporada de manera forzosa en la República Socialista Federativa Soviética de Transcaucasia que abarcaba Armenia, Azerbaiyán y Georgia. El gobierno soviético forzó a Georgia a ceder varias provincias georgianas históricas a Turquía (la provincia de Tao-Klarjeti), a Azerbaiyán la provincia de Ereti, y de Sainguilo, a Armenia (la región de Lore) y a Rusia parte de la costa del Mar Negro.
Prominente entre los bolcheviques rusos, quienes llegaron al poder en 1917 luego de la Revolución de Octubre, fue el líder marxista georgiano Iósif Dzhugashvili, Stalin (del ruso сталь: acero), que sucedió a Lenin y alcanzó la más alta posición en la futura URSS, la cual dirigiría hasta su muerte en 1953.
Desde 1941 hasta 1945, durante la Segunda Guerra Mundial, cerca de 700 000 georgianos pelearon como soldados del Ejército Rojo contra la Alemania nazi y casi 350 000 de ellos cayeron en los campos de batalla del frente oriental. Con sus respectivas repúblicas autónomas abolidas, la República Socialista Soviética de Georgia obtuvo brevemente sus territorios hasta 1957.
Eduard Shevardnadze, georgiano que trabajó como ministro de Relaciones Exteriores de la Unión Soviética, fue uno de los artífices de la perestroika en los años 1980. Durante este período, Georgia desarrolló un vigoroso sistema multipartidista que alentó fuertemente la independencia. El país tuvo las primeras elecciones pluripartidistas de la Unión Soviética el 28 de octubre de 1990. Desde noviembre de ese año hasta marzo de 1991, uno de los líderes del movimiento de Liberación Nacional, Zviad Gamsajurdia, fue el presidente del Consejo Supremo de la República de Georgia (el Parlamento).

### Independencia y gobierno de Shevardnadze

Guerra civil georgiana y guerra de Abjasia (1992-1993)

El 9 de abril de 1991, poco antes de la disolución de la URSS, Georgia declaró su independencia. El 26 de mayo de ese año, Zviad Gamsajurdia fue elegido como primer presidente de la Georgia independiente. No obstante, Gamsajurdia fue depuesto mediante un sangriento golpe de Estado que tuvo lugar entre el 22 de diciembre de 1991 y el 6 de enero de 1992, instigado por parte de la Guardia Nacional y una organización paramilitar llamada Mjedrioni, la cual se decía que era apoyada por unidades militares rusas con base en Tiflis.
El país se vio envuelto en una guerra civil que duró casi hasta 1995. Shevardnadze retornó a Georgia en 1992 y se unió a los líderes del golpe —Tengiz Kitovani y Dzhaba Ioseliani— para encabezar un triunvirato llamado «Consejo de Estado».
En 1995, Shevardnadze fue elegido oficialmente presidente, al mismo tiempo que dos regiones del país, Abjasia y Osetia del Sur, se vieron rápidamente en disputa con otros separatistas locales, lo cual desembocó en guerras y violencia interétnica. Apoyadas por Rusia, Abjasia y Osetia del Sur siguen siendo de facto independientes de Georgia.
Más de 250 000 georgianos fueron étnicamente depurados de Abjasia por separatistas abjasos y voluntarios norcaucásicos, en su mayoría chechenos, entre 1992 y 1993. Más de 25 000 georgianos fueron expulsados también de Tsjinval, muchas familias osetias fueron forzadas a abandonar sus hogares en la región de Borjomi y fueron desplazadas a Rusia. Se calcula que murieron en torno a 10 000 personas, la mayor parte civiles asesinados en operaciones de limpieza étnica.

### La Revolución de las Rosas

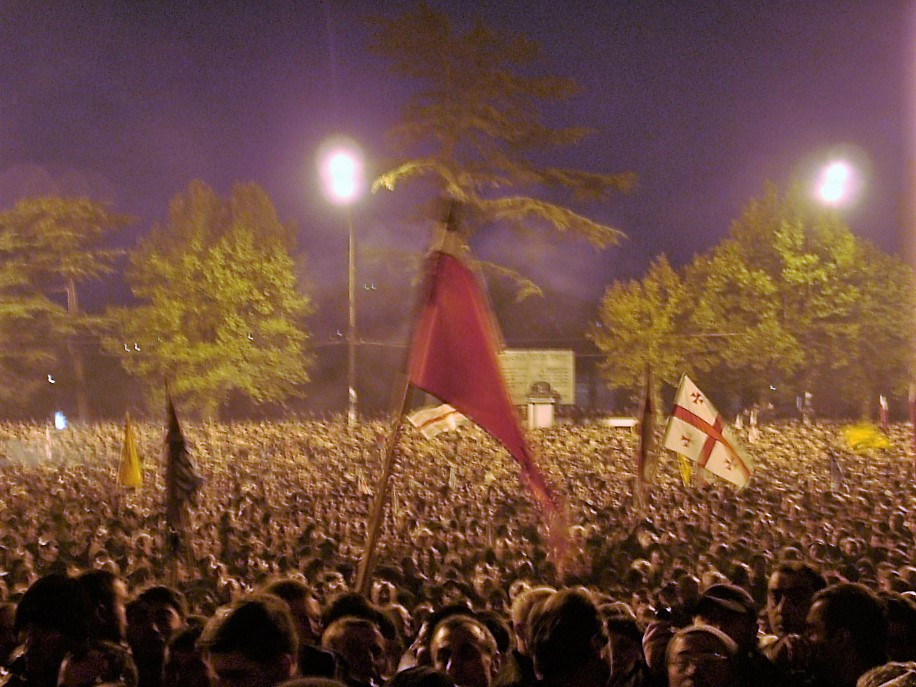
La Revolución de las Rosas (2003)

En 2003, el propio Shevardnadze fue depuesto por un golpe pacífico y sin derramamiento de sangre conocido como la «Revolución de las rosas», liderada por Mijeíl Saakashvili, Zurab Zhvania y Ninó Buryanadze, los miembros fundadores y líderes del partido mayoritario. Ninó Burdzhanadze asumió interinamente el poder hasta la elección de Saakashvili, quien tomó posesión como presidente de Georgia el 25 de enero de 2004. Restaurar la integridad territorial nacional, revertir los efectos de la limpieza étnica y lograr el retorno de los refugiados a sus hogares fueron las promesas preelectorales del gobierno de Saakashvili.
Después de la revolución, se pusieron en marcha reformas para reforzar las milicias y la capacidad económica del país. Los esfuerzos del gobierno para restablecer la autoridad de Georgia en la república autónoma suroccidental de Ayaria desembocaron en una crisis mayor a comienzos de 2004. El éxito en Ayaria animó a Saakashvili a intensificar sus esfuerzos, pero no lo consiguió en la separatista Osetia del Sur. A pesar de esto, Saakashvili sigue gozando de gran popularidad en el país. El líder de la Iglesia ortodoxa había recomendado la monarquía y el advenimiento de Jorge de Bagration, exiliado en España, como medio para recuperar la concordia y la estabilidad necesarias, a fin de que las regiones secesionistas se sintieran seguras en una Georgia diversa pero fuerte y unida en torno a la antes mencionada venerada e histórica figura de referencia de la tradicional monarquía de la Real Corona Georgiana. A finales de 2007 esta propuesta contó con gran aceptación, pero en un país todavía dividido por un periodo de guerras casi ininterrumpido, una iniciativa así no pasaba de ser una quimera, que se esfumaría definitivamente al morir el heredero en el año 2008.

### Guerra entre Rusia y Georgia en Samachablo (Osetia del Sur) de 2008

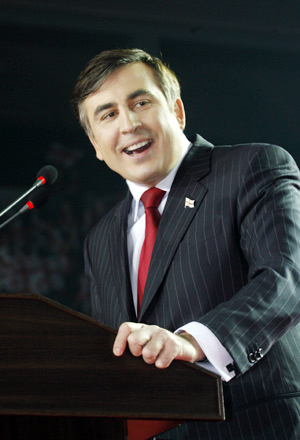
Mijeíl Saakashvili, presidente de Georgia, en 2008

El 8 de agosto de 2008, las fuerzas armadas de Georgia respondieron con fuego a las tropas rusas incursionadas días antes en el territorio georgiano en la región de Samachablo, conocida también como Osetia del Sur. El ejército ruso empezó a atacar Georgia desde aire, mar y tierra por varias de sus fronteras. Los aviones lanzaron bombas sobre la infraestructura del país: puertos, fábricas, ciudades... La invasión rusa estaba relacionada con la decisión de la OTAN sobre la posible incorporación de Georgia y Ucrania a su organización, tomada meses antes en la Cumbre de la OTAN en Bucarest en 2008. Solo una intervención política de la Unión Europea y un mensaje militar claro de los Estados Unidos puso final a la guerra.[cita requerida] Se firmó un acuerdo de cese al fuego que implicaba retirar las tropas y llevarlas hasta sus posiciones originales. Rusia no cumplió con el acuerdo y dejó sus tropas dentro de la Región Samachablo de Georgia.
Para impedir el ingreso de Georgia en la OTAN, Rusia firmó el 26 de agosto de 2008 los decretos por los cuales reconocía la independencia de Abjasia (otra parte de Georgia) y Samachablo Osetia del Sur, que ambas regiones habían declarado a principios de los años 1990 con el apoyo de Rusia. Rusia utilizó como pretexto el supuesto ataque de Georgia contra «Osetia del Sur» como principal motivo para reconocerla independencia de las regiones ocupadas.
El reconocimiento internacional por dos países latinoamericanos aliados de Rusia —Nicaragua y Venezuela— y tres países oceánicos alineados con Rusia —Nauru, Vanuatu y Tuvalu—, carecen del apoyo de la ONU y son rechazados por la Unión Europea, los Estados Unidos y sus aliados. Esto fue una respuesta del Kremlin a la independencia de Kosovo en febrero de 2008, apoyada en parte por los Estados Unidos y sus países aliados.
En Georgia, las carreteras y calles del país fueron cortadas por manifestantes que reivindicaban la unidad del país georgiano.[cita requerida] Mientras, en las repúblicas independentistas la población salió a la calle para celebrar el reconocimiento de su independencia.[cita requerida]
El 15 de diciembre de 2009, Nauru reconoció a Abjasia como Estado, restableciendo relaciones diplomáticas. Esto la convierte en el primer Estado con el que Abjasia firma un acuerdo de relaciones diplomáticas, aparte de Rusia.

### Crisis política de 2024-presente

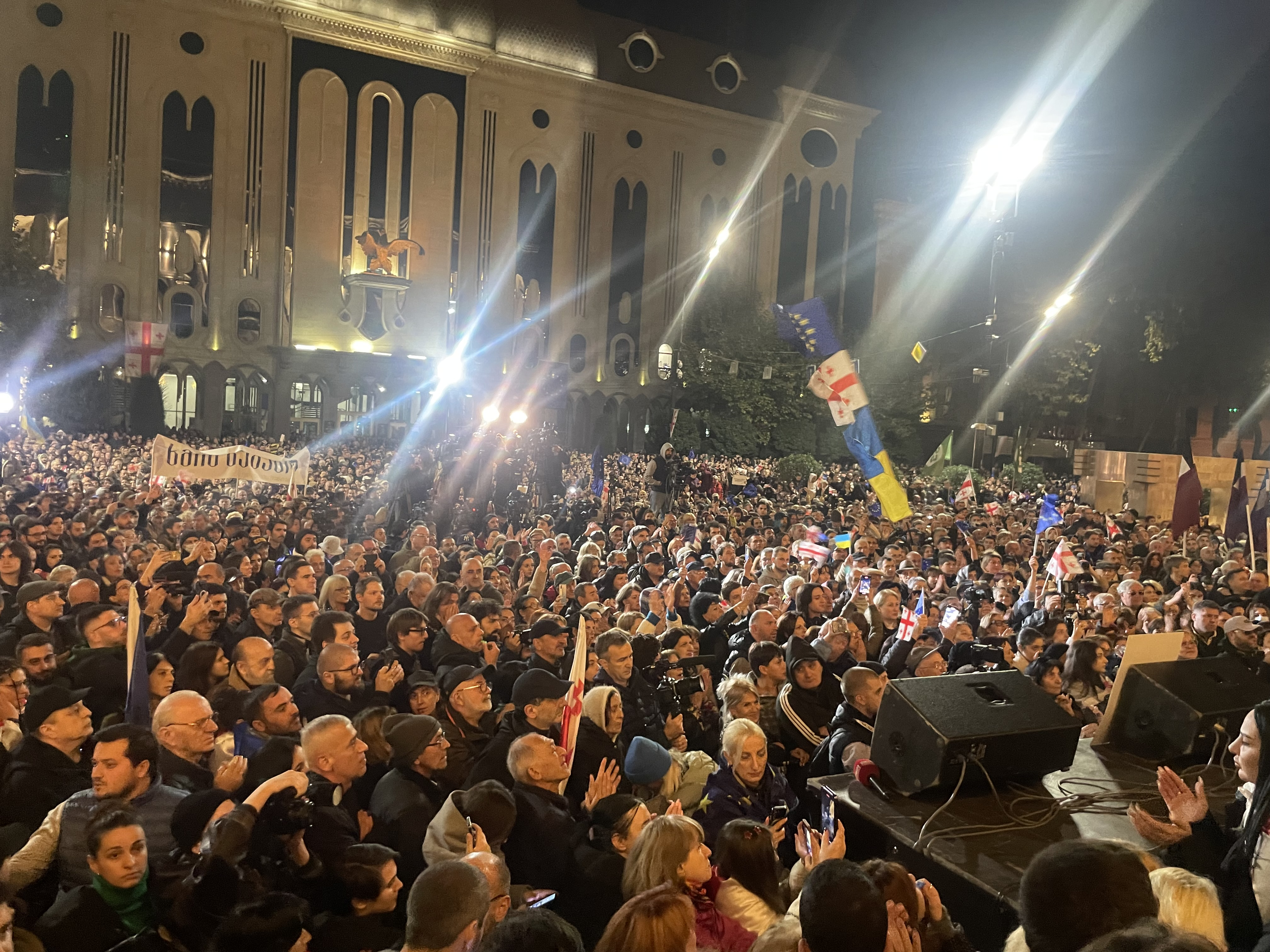
Protesta contra Sueño Georgiano frente al parlamento en Tiflis.

El 26 de octubre de 2024 se celebraron elecciones parlamentarias en Georgia para elegir a los 150 miembros del parlamento nacional, unas elecciones que estaban disputadas entre un oficialismo que busca fortalecer los lazos con Rusia y una coalición opositora con intenciones de acercarse a la Unión Europea y a los Estados Unidos. En estas elecciones, Sueño Georgiano, buscaba un cuarto mandato. El 27 de octubre, con el 99 % del escrutinio, los resultados de la Comisión Electoral Central (CEC) daban como ganador a Sueño Georgiano, que había obtenido 90 de los 150 escaños del parlamento con el 53,92 % de los votos, en segundo lugar quedaban los partidos de oposición con la combinación total del 37,77 % de los votos.
La cuatro principales coaliciones de oposición se negaron a reconocer los resultados oficiales, alegando un supuesto fraude y denunció que el proceso electoral estuvo impregnado de irregularidades, denuncias que fueron apoyadas por la presidente, Salomé Zurabishvili, quien criticó las elecciones y rechazó los resultados oficiales. Los observadores electorales en Georgia afirmaron haber presenciado casos de violencia, sobornos y doble voto en las urnas, lo que sugiere un posible complot para favorecer a Sueño Georgiano.
Las denuncias de fraude provocaron una ola de protestas que se extendieron por todo el país para exigir la anulación de los resultados y unas nuevas elecciones parlamentarias bajo una nueva administración electoral, las protestas fueron respaldadas por la presidente Salomé Zurabishvili.
 El 15 de noviembre, un tribunal de Tiflis desestimó 11 demandas presentadas por partidos de oposición y grupos de la sociedad civil que cuestionaban la realización de las elecciones, en las que la CEC fue la demandada. Cuando la CEC certificó oficialmente el resultado al día siguiente, su presidente, Giorgi Kalandarishvili, fue rociado con pintura negra por el comisionado de la CEC, David Kirtadze, miembro del opositor Movimiento Nacional Unido, quien dijo que los resultados oficiales de la votación no reflejaban la «verdadera elección» del electorado.
El 18 de noviembre, Zurabichvili, presentó una demanda ante el Tribunal Constitucional solicitando la anulación de los resultados de las elecciones. Un comunicado de su oficina declaró que los resultados electorales eran «inconstitucionales», citando violaciones de los principios de universalidad y secreto.
El nuevo parlamento celebró su sesión inaugural el 25 de noviembre, con solo 88 diputados del Sueño Georgiano presentes. La presidente Zurabichvili boicoteó la sesión, mientras las protestas continuaban frente al edificio del Parlamento. Los expertos constitucionales afirman que la autoinauguración del Parlamento sin que el presidente haya convocado la sesión viola la Constitución, cuestiona la legitimidad del Parlamento y lo califican de «apropiación del poder». Según la Constitución georgiana, es tarea del presidente convocar la sesión inaugural del Parlamento. Ella se negó a hacerlo porque rechazó los resultados electorales por considerarlos manipulados y cuestionó la legitimidad del parlamento. La Presidente Zurabichvili calificó de «inconstitucional» la convocatoria del parlamento, mientras que la presidente del parlamento, Shalva Papuashvili, acusó a Zurabichvili de violar la constitución, diciendo que según la constitución el nuevo parlamento debe ser convocado a más tardar 10 días después del anuncio oficial de los resultados por parte de la Comisión Electoral Central.
La crisis se profundizó después de que el Parlamento Europeo aprobara una resolución que exige la celebración de nuevas elecciones en Georgia «bajo vigilancia internacional». Como consecuencia, el primer ministro, Irakli Kobajidze, anunció la suspensión unilateral de las negociaciones para la adhesión a la UE hasta finales de 2028. El anuncio hecho por Kobajidze fue considerado ampliamente inconstitucional y doscientos empleados del Banco Nacional de Georgia declararon que la suspensión era incompatible con el artículo 78 de la Constitución y dimitieron de sus puestos de trabajo. El anunció provocó una fuerte escalada de las protestas que originaron en disturbios que fueron reprimidos por la policía antidisturbios.

## Política

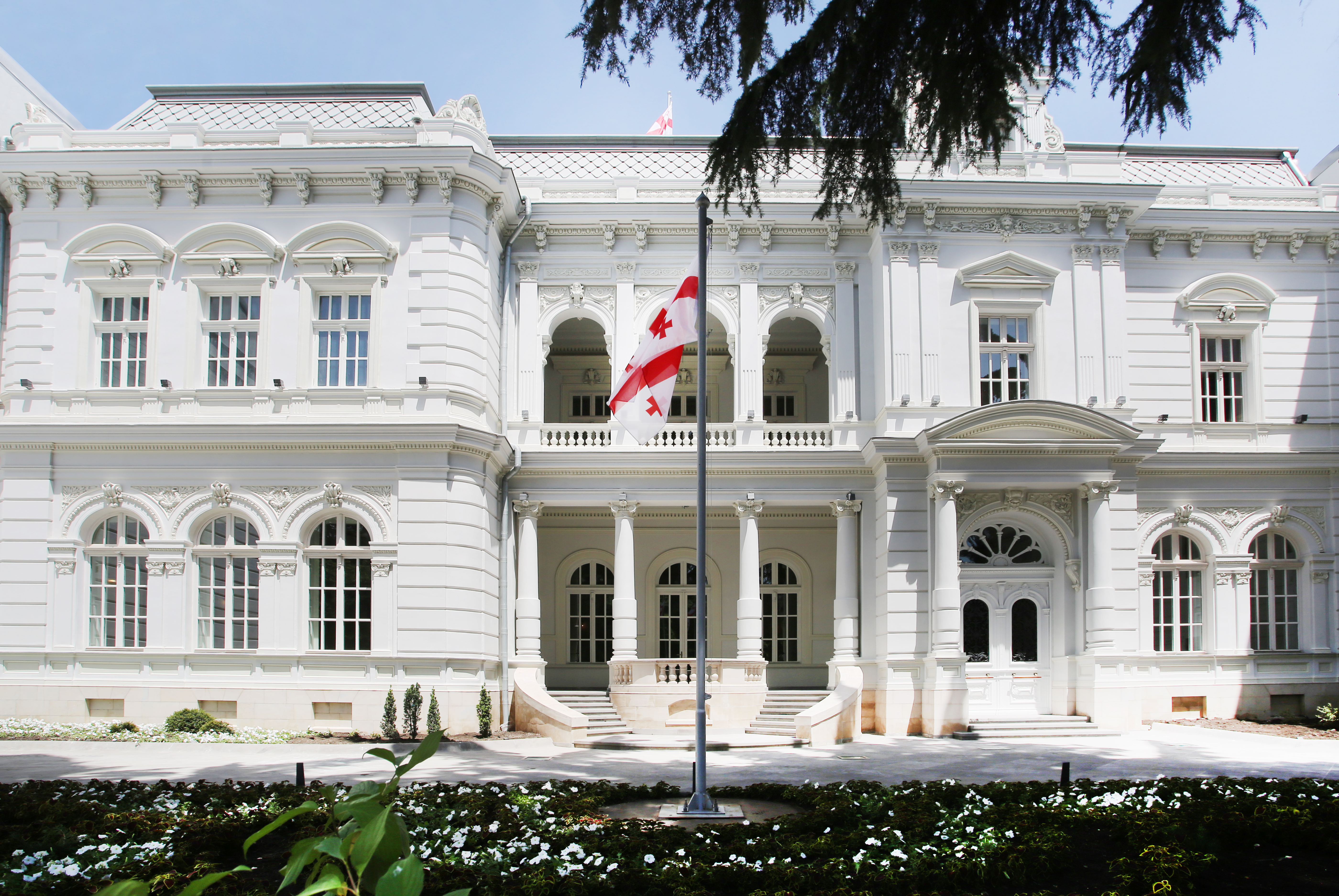
Palacio presidencial de Georgia.

Desde el 27 de agosto de 1999, Georgia es miembro del Consejo de Europa.
Después de una crisis que implicó alegatos de fraude electoral en las elecciones parlamentarias de 2003, Eduard Shevardnadze dimitió como presidente el 23 de noviembre de aquel mismo año durante la pacífica Revolución De Las Rosas. La presidenta interina fue la portavoz del Parlamento saliente (cuyo reemplazo fue anulado), Nino Buryanadze. El 4 de enero de 2004, Mijeíl Saakashvili, líder de Movimiento Nacional-Demócratas (ერთიანი ნაციონალური მოძრაობა, MND) ganó las elecciones presidenciales y asumió como presidente el 25 de enero de 2004.
Las elecciones parlamentarias se celebraron el 28 de marzo de aquel año, en las que el MND se aseguró la gran mayoría de los escaños (cerca del 75 % de los votos) con solamente un otro partido que alcanzó el umbral del 7 % (la oposición derechista obtuvo el 7,5 %). Hubo un aumento de la tensión entre el gobierno central y el líder ayario Aslan Abashidze que afectó en menor medida a la elección en su región.

Palacio de Ceremonias de Estado de Georgia

La tensión entre el gobierno georgiano y el de Ayaria creció cada vez más después de las elecciones hasta los últimos días de abril. La cúspide se alcanzó el 1 de mayo, cuando Abashidze respondió a las maniobras militares llevadas a cabo por Georgia cerca de la región haciendo explotar los tres puentes sobre el río Choki que conectan Ayaria con el resto de Georgia. El 5 de marzo, Abashidze fue obligado a huir de Georgia mientras las manifestaciones masivas pedían su renuncia.
El 3 de febrero de 2005, el primer ministro Zurab Zhvania murió debido a envenenamiento por monóxido de carbono en un aparente escape de gas en la casa de Raul Usupov, gobernador de la región de Kvemo Kartli. Poco después, un amigo cercano de Zhvania y aliado desde hace mucho tiempo, Zurab Nogaideli, fue designado ministro de Finanzas por el presidente Saakashvili.
En septiembre de 2007, el exministro de Defensa, Irakli Okruashvili fue detenido tras acusar al presidente Mijeíl Saakashvili de haber ordenado en el pasado la muerte de diversas personalidades «importantes e influyentes». Fue acusado de «extorsión, blanqueo de dinero, abuso de poder y de negligencia durante sus funciones en el Ministerio de Defensa». Varios millares de manifestantes se reunieron el 28 de septiembre frente al Parlamento en Tiflis para denunciar este arresto y en llamada a los partidos de oposición.

### División de poderes
- El Poder Ejecutivo está liderado por el presidente como cabeza del gobierno, quien es elegido por un período de cinco años. Su sucesor constitucional es el presidente del Parlamento. Actualmente, el presidente es Míjeil Kavelashvili y su primer ministro es Irakli Kobajidze, ambos del partido Sueño Georgiano.
- El Poder Legislativo lo compone el Parlamento de Georgia (Sak'art'velos Parlamenti), también conocido como Umaghlesi Sabcho (Consejo Supremo), el cual cuenta con 235 miembros, electos por un período de cuatro años; 150 asientos por representación proporcional, 75 por distritos de un solo escaño y 10 miembros que representan a los desplazados de la región separatista de Abjasia. El portavoz del Parlamento es Shalva Papuashvili.
- El Poder Judicial cuenta en Georgia con una Corte Suprema, con jueces electos por el Parlamento considerando las recomendaciones del presidente y una Corte Constitucional.

### Símbolos nacionales

Bandera de Georgia

La antigua bandera fue utilizada hasta 2004, pues se identificaba con el régimen estricto e impopular del expresidente Eduard Shevardnadze. Después de su caída, Mijeíl Saakashvili adoptó el uso de la actual bandera, argumentando además que va en concordancia con la tradición cristiana del país, imponiéndose rápidamente. La enseña actual tiene la Cruz de San Jorge (presente asimismo en la bandera de Inglaterra) y cuatro pequeñas cruces que probablemente corresponden a Jorge V de Georgia (también conocido como «El Brillante») quien expulsó a los mongoles en la Edad Media.

### Derechos humanos
En materia de derechos humanos, respecto a la pertenencia a los siete organismos de la Carta Internacional de Derechos Humanos, que incluyen al Comité de Derechos Humanos (HRC), Georgia ha firmado o ratificado:
| Georgia | Tratados internacionales | Tratados internacionales | Tratados internacionales | Tratados internacionales | Tratados internacionales | Tratados internacionales | Tratados internacionales | Tratados internacionales | Tratados internacionales | Tratados internacionales | Tratados internacionales | Tratados internacionales | Tratados internacionales  | Tratados internacionales  | Tratados internacionales | Tratados internacionales  | Tratados internacionales    | Tratados internacionales    |
| --- | --- | ------------------------ | --- | --- | --- | --- | ------------------------ | --- | --- | --- | ------------------------ | --- | ------------------------- | ------------------------- | ------------------------ | ------------------------- | --------------------------- | --------------------------- |
| Georgia | CESCR | CESCR                    | CCPR | CCPR | CCPR | CERD | CED                      | CEDAW | CEDAW | CAT | CAT                      | CRC | CRC                       | CRC                       | CRC                      | MWC                       | CRPD                        | CRPD                        |
| Georgia | CESCR | CESCR-OP                 | CCPR | CCPR-OP1 | CCPR-OP2-DP | CERD | CED                      | CEDAW | CEDAW-OP | CAT | CAT-OP                   | CRC | CRC-OP-AC                 | CRC-OP-SC                 | CRC-OP-CP                | MWC                       | CRPD                        | CRPD-OP                     |
| Pertenencia | Georgia ha reconocido la competencia de recibir y procesar comunicaciones individuales por parte de los órganos competentes. | Sin información.         | Georgia ha reconocido la competencia de recibir y procesar comunicaciones individuales por parte de los órganos competentes. | Georgia ha reconocido la competencia de recibir y procesar comunicaciones individuales por parte de los órganos competentes. | Georgia ha reconocido la competencia de recibir y procesar comunicaciones individuales por parte de los órganos competentes. | Georgia ha reconocido la competencia de recibir y procesar comunicaciones individuales por parte de los órganos competentes. | Sin información.         | Georgia ha reconocido la competencia de recibir y procesar comunicaciones individuales por parte de los órganos competentes. | Georgia ha reconocido la competencia de recibir y procesar comunicaciones individuales por parte de los órganos competentes. | Georgia ha reconocido la competencia de recibir y procesar comunicaciones individuales por parte de los órganos competentes. | Sin información.         | Georgia ha reconocido la competencia de recibir y procesar comunicaciones individuales por parte de los órganos competentes. | Ni firmado ni ratificado. | Ni firmado ni ratificado. | Sin información.         | Ni firmado ni ratificado. | Firmado pero no ratificado. | Firmado pero no ratificado. |
| Firmado y ratificado, firmado, pero no ratificado, ni firmado ni ratificado, sin información, ha accedido a firmar y ratificar el órgano en cuestión, pero también reconoce la competencia de recibir y procesar comunicaciones individuales por parte de los órganos competentes. | |                          | | | | |                          | | | |                          | |                           |                           |                          |                           |                             |                             |

### Política exterior

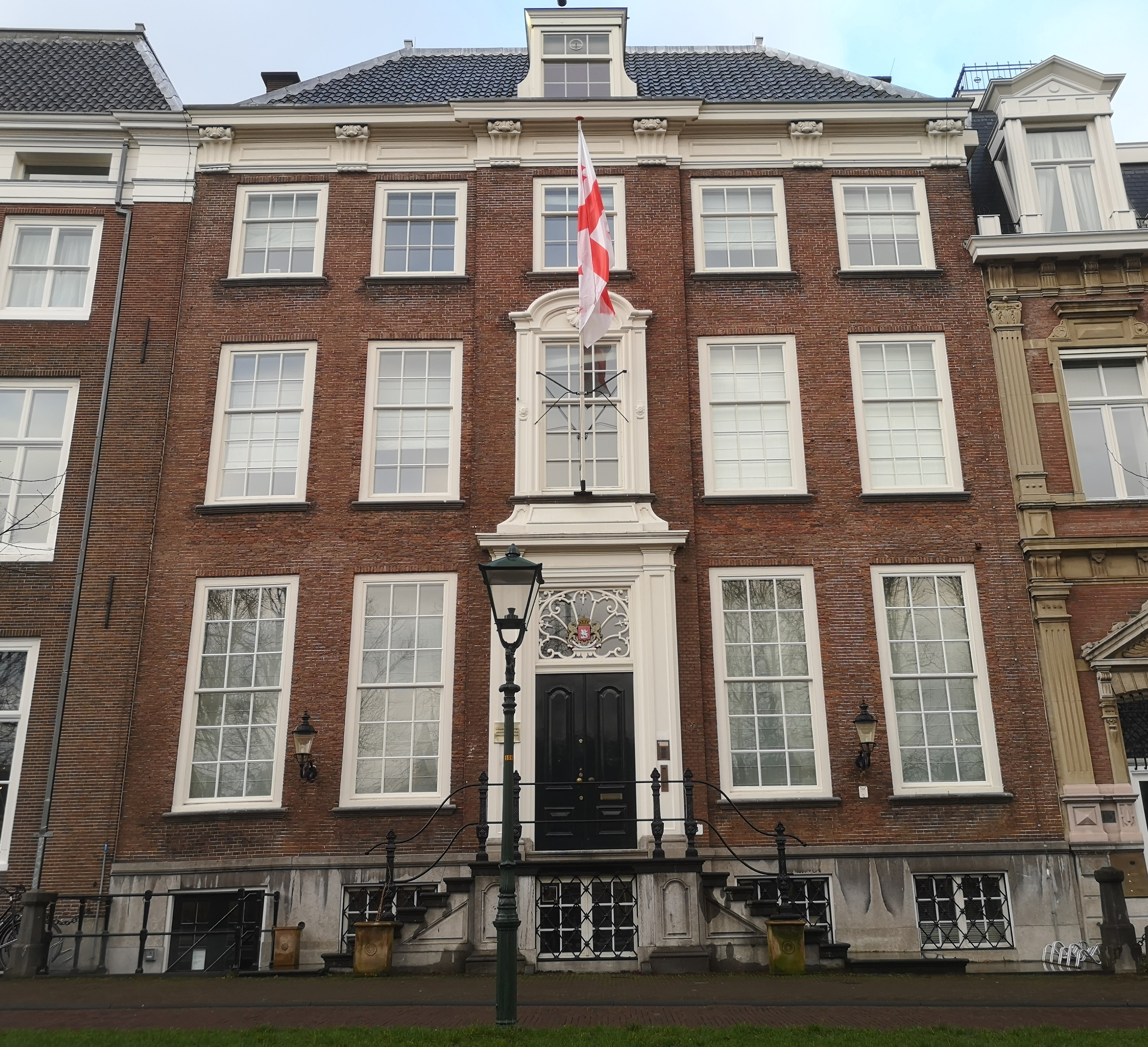
Embajada de Georgia en los Países Bajos

Georgia mantiene buenas relaciones con sus vecinos directos, Armenia, Azerbaiyán y Turquía, y es miembro de las Naciones Unidas, el Consejo de Europa, la Organización Mundial del Comercio, la Organización de Cooperación Económica del Mar Negro, la Organización para la Seguridad y la Cooperación en Europa, la Comunidad de Elección Democrática, la Organización GUAM para la Democracia y el Desarrollo Económico, el Banco Europeo de Reconstrucción y Desarrollo y el Banco Asiático de Desarrollo. Georgia también mantiene relaciones políticas, económicas y militares con Francia, Alemania, Israel, Japón, Corea del Sur, Sri Lanka, Turquía, Ucrania, Estados Unidos, y muchos otros países.
La orientación explícitamente occidental de Georgia, la profundización de los lazos políticos con Estados Unidos y la Unión Europea, especialmente a través de sus aspiraciones de adhesión a la UE y a la OTAN, el programa de asistencia militar estadounidense Train and Equip y la construcción del oleoducto Bakú-Tiflis-Ceyhan, han tensado con frecuencia las relaciones de Tiflis con Moscú. La decisión de Georgia de aumentar su presencia en las fuerzas de la coalición en Irak fue una iniciativa importante.

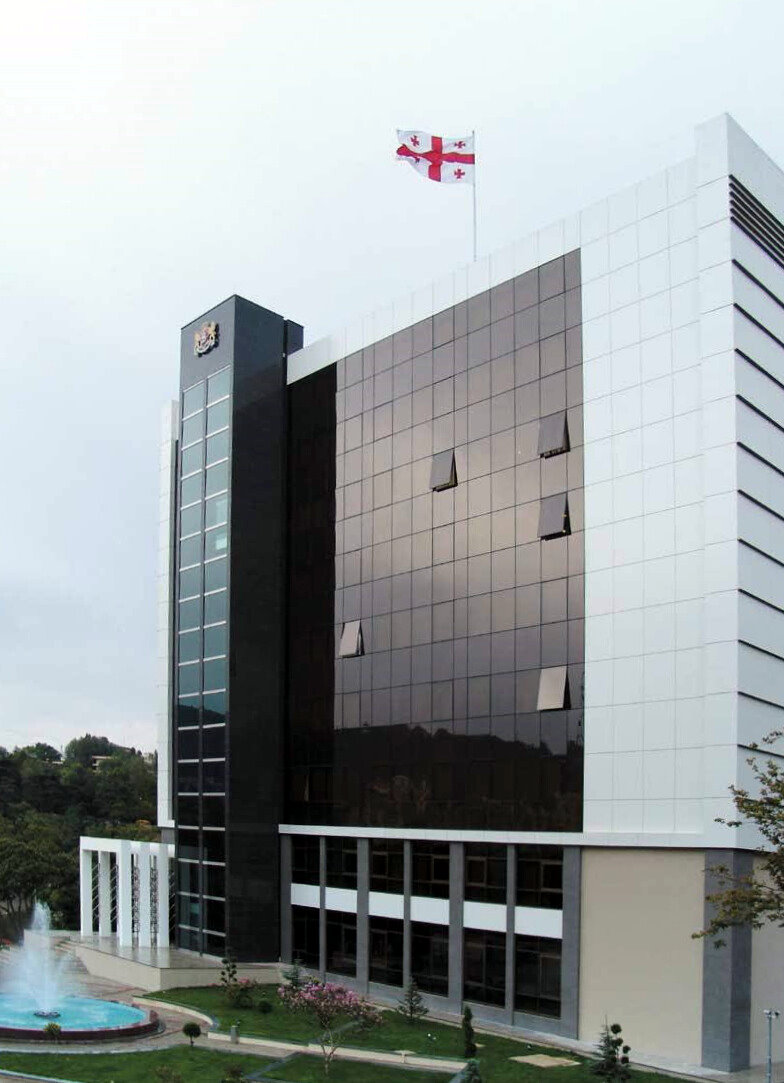
Ministerio de Defensa de Georgia

Actualmente, Georgia está trabajando para convertirse en miembro de pleno derecho de la OTAN. En agosto de 2004, se presentó oficialmente a la OTAN el Plan de Acción Individual de Asociación de Georgia. El 29 de octubre de 2004, el Consejo del Atlántico Norte de la OTAN aprobó el Plan de Acción Individual de Asociación (IPAP) de Georgia, y este país pasó a la segunda fase de la integración euroatlántica. En 2005, entró en vigor el acuerdo sobre el nombramiento del oficial de enlace de la Asociación para la Paz (PfP) entre Georgia y la OTAN, por el que se asignó a Georgia un oficial de enlace para el Cáucaso meridional.
El 2 de marzo de 2005, se firmó el acuerdo sobre la prestación de apoyo a la nación anfitriona y el tránsito de fuerzas y personal de la OTAN. Del 6 al 9 de marzo de 2006, el equipo de evaluación provisional de la aplicación del IPAP llegó a Tiflis. El 13 de abril de 2006, se celebró en el cuartel general de la OTAN el debate sobre el informe de evaluación de la aplicación del Plan de Acción Individual de la Asociación, dentro del formato 26+1. La mayoría de los georgianos y de los políticos de Georgia apoyan el impulso de la adhesión a la OTAN.
En 2011, el Consejo del Atlántico Norte designó a Georgia como «país aspirante». Desde 2014, las relaciones entre Georgia y la OTAN se rigen por el Paquete Sustancial OTAN-Georgia (SNGP), que incluye el Centro de Entrenamiento y Evaluación Conjunta OTAN-Georgia y la facilitación de simulacros militares multinacionales y regionales.
En septiembre de 2019, el ministro de Asuntos Exteriores ruso, Serguéi Lavrov, dijo que «la OTAN que se acerca a nuestras fronteras es una amenaza para Rusia». Se le citó diciendo que si la OTAN acepta la adhesión de Georgia con el artículo sobre la defensa colectiva que cubre sólo el territorio administrado por Tiflis (es decir, excluyendo los territorios georgianos de Abjasia y Osetia del Sur, ambos actualmente repúblicas secesionistas no reconocidas por Rusia), «no iniciaremos una guerra, pero esa conducta socavará nuestras relaciones con la OTAN y con los países que están deseosos de entrar en la alianza».
George W. Bush se convirtió en el primer presidente estadounidense en ejercicio que visitó el país. La calle que lleva al aeropuerto internacional de Tiflis ha sido bautizada desde entonces como Avenida George W. Bush. El 2 de octubre de 2006, Georgia y la Unión Europea firmaron una declaración conjunta sobre el texto acordado del Plan de Acción Georgia-Unión Europea dentro de la Política Europea de Vecindad (PEV). El Plan de Acción se aprobó formalmente en la sesión del Consejo de Cooperación UE-Georgia del 14 de noviembre de 2006, en Bruselas. En junio de 2014, la UE y Georgia firmaron un Acuerdo de Asociación, que entró en vigor el 1 de julio de 2016. El 13 de diciembre de 2016, la UE y Georgia alcanzaron el acuerdo sobre la liberalización de visados para los ciudadanos georgianos. El 27 de febrero de 2017, el Consejo adoptó un reglamento sobre la liberalización de visados para los georgianos que viajen a la UE por un período de estancia de 90 días en cualquier período de 180 días.
Georgia solicitó la adhesión a la UE el 3 de marzo de 2022, poco después del inicio de la invasión rusa de Ucrania en 2022.

### Defensa

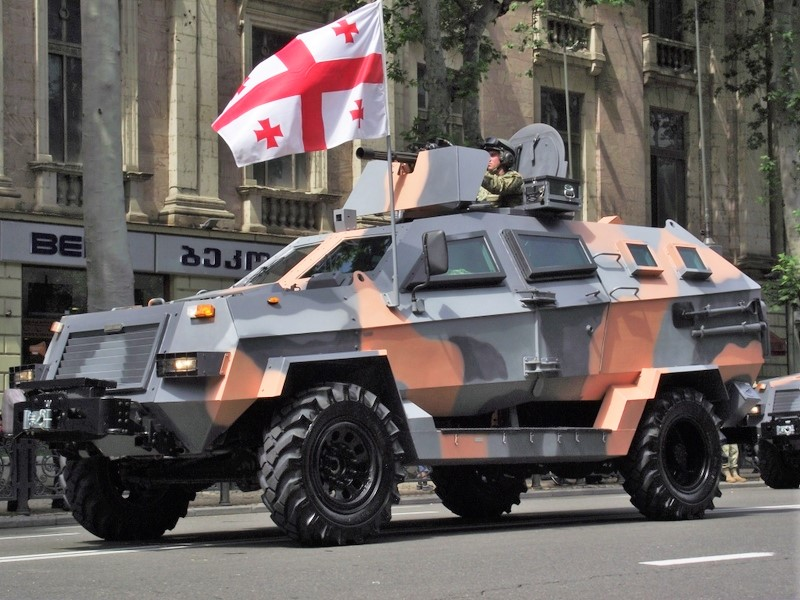
Vehículo blindado de transporte de personal Didgori-2 de fabricación georgiana durante un desfile militar en 2011

El ejército de Georgia está organizado en fuerzas terrestres y aéreas. Se conocen colectivamente como las Fuerzas de Defensa de Georgia (FDG). La misión y las funciones de las FDG se basan en la Constitución de Georgia, la Ley de Defensa y la Estrategia Militar Nacional de Georgia, así como los acuerdos internacionales de los que Georgia es signataria. El presupuesto militar de Georgia para 2021 es de 900₾ (319 millones de dólares). La mayor parte, el 72% del presupuesto militar, se destina a mantener la preparación de las fuerzas de defensa y al desarrollo de la potencia. Tras su independencia de la Unión Soviética, Georgia comenzó a desarrollar su propia industria militar. La primera exposición de productos fabricados por STC Delta tuvo lugar en 1999. En la actualidad, STC Delta produce diversos equipos militares, como vehículos blindados, sistemas de artillería, sistemas de aviación, equipos de protección personal y armas pequeñas.
Durante los últimos periodos de la guerra de Irak, Georgia llegó a tener hasta 2.000 soldados sirviendo en la Fuerza Multinacional. Georgia también participó en la Fuerza Internacional de Asistencia a la Seguridad dirigida por la OTAN en Afganistán con 1.560 soldados en 2013, y era en ese momento el mayor contribuyente entre los países no pertenecientes a la OTAN y en términos per cápita Más de 11.000 soldados georgianos han rotado por Afganistán. En 2015, 31 militares georgianos han muerto en Afganistán, la mayoría durante la campaña de Helmand. Además, 435 resultaron heridos, incluidos 35 amputados.
El 8 de agosto de 2008, el ejército georgiano llevó a cabo una operación en las regiones separatistas del país, concretamente en Osetia del Sur en respuesta (según el gobierno georgiano) a los ''ataques separatistas''. La operación desembocó en un conflicto armado con fuerzas de la Federación Rusa y se saldó con la derrota y expulsión de las tropas georgianas de Osetia del Sur y Abjasia. Tras las operaciones militares, Rusia reconoció la independencia de dichas regiones.

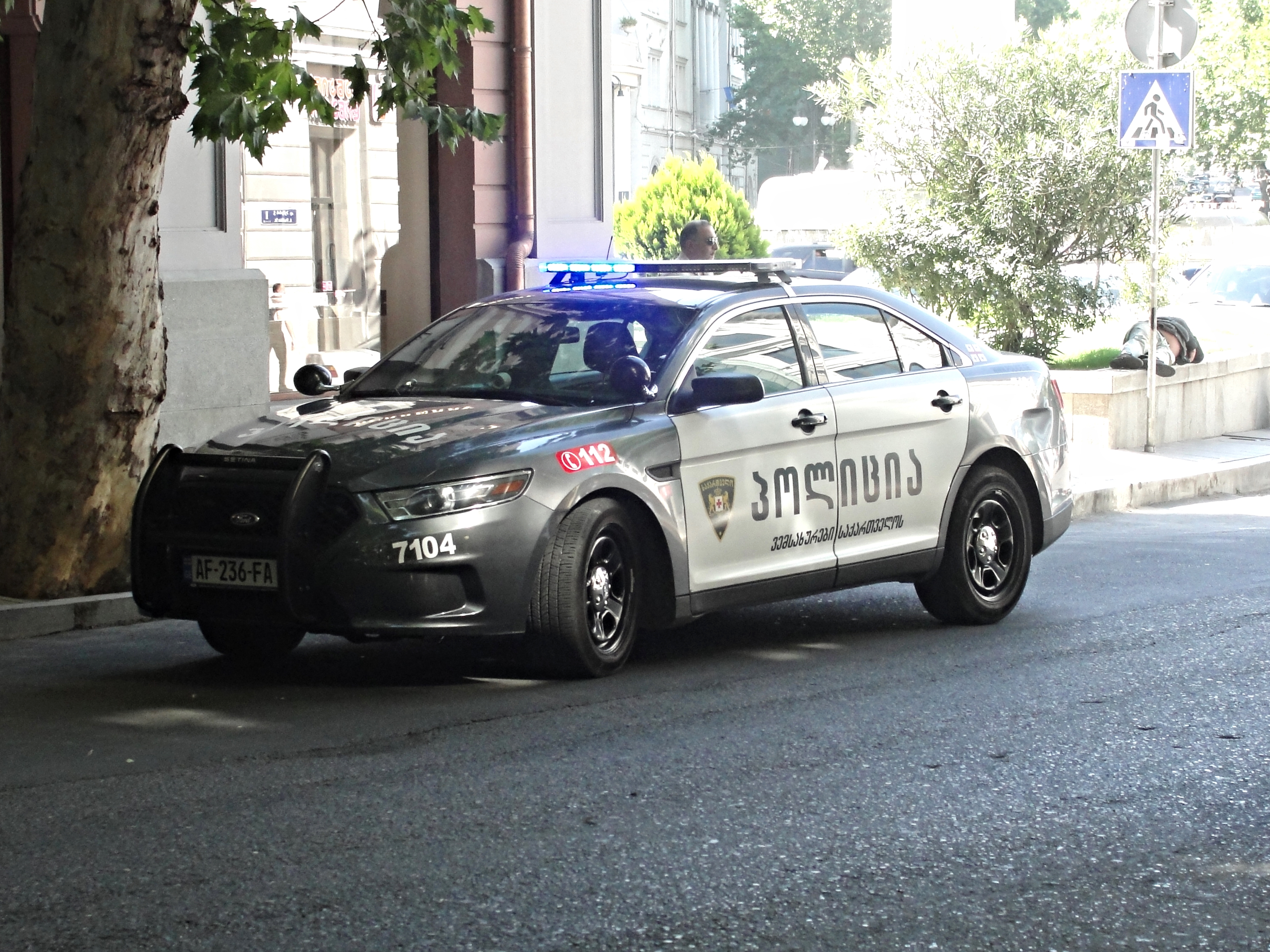
Vehículo de la Policía de Georgia en 2015

### Seguridad
En Georgia, la aplicación del derecho está a cargo del Ministerio del Interior de Georgia. En los últimos años, el Departamento de Policía de Patrulla del Ministerio del Interior de Georgia ha sufrido una transformación radical, ya que la policía ha absorbido un gran número de funciones que antes realizaban organismos gubernamentales independientes. Entre las nuevas tareas encargadas a la policía se encuentran las funciones de seguridad fronteriza y aduanera y la prestación de seguridad contratada; esta última función la realiza la «policía de seguridad» dedicada a ello.
En 2005, el entonces presidente Mijeil Saakashvili despidió a todo el cuerpo de policía de tráfico (que contaba con unos 30.000 agentes) de la Policía Nacional de Georgia debido a la corrupción. A continuación, se creó un nuevo cuerpo con nuevos reclutas.La Oficina de Asuntos Internacionales de Narcóticos y Aplicación de la Ley del Departamento de Estado de EE. UU. prestó apoyo a los esfuerzos de formación y sigue actuando en calidad de asesor.
La nueva fuerza llamada Patruli se introdujo por primera vez en el verano de 2005 para sustituir a la policía de tráfico, una fuerza que había sido acusada de corrupción generalizada. La policía introdujo un servicio de envío de emergencias 0-2-2 (actualmente, 1-1-2) en 2004.

## Organización territorial

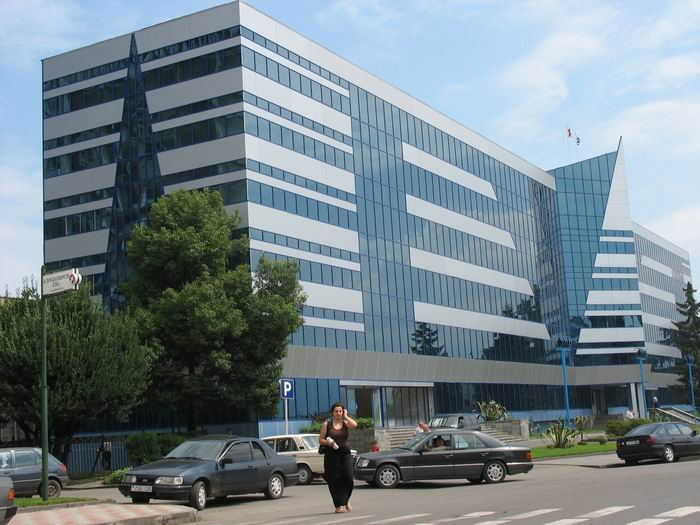
Edificio del Consejo de Ministros de la República Autónoma de Adjaria

Georgia se divide en nueve regiones, una ciudad —Tiflis, su capital— y dos repúblicas autónomas. Estos a su vez se subdividen en 69 distritos (georgiano: raioni, რაიონი). Las divisiones son las siguientes:
| Código | Región                          | Capital    | Regiones de Georgia |
| ------ | ------------------------------- | ---------- | ------------------- |
| 1      | República Autónoma de Abjasia   | Sujumi     | Regiones de Georgia |
| 2      | Mingrelia-Alta Esvanetia        | Zugdidi    | Regiones de Georgia |
| 3      | Guria                           | Ozurgeti   | Regiones de Georgia |
| 4      | República Autónoma de Ayaria    | Batumi     | Regiones de Georgia |
| 5      | Racha-Lechjumi y Baja Esvanetia | Ambrolauri | Regiones de Georgia |
| 6      | Imericia                        | Kutaisi    | Regiones de Georgia |
| 7      | Mesjetia-Yavajetia              | Ajaltsije  | Regiones de Georgia |
| 8      | Iberia Interior                 | Gori       | Regiones de Georgia |
| 9      | Misjeta-Mtianeti                | Miskheta   | Regiones de Georgia |
| 10     | Baja Iberia                     | Rustavi    | Regiones de Georgia |
| 11     | Kajetia                         | Telavi     | Regiones de Georgia |
| 12     | Tiflis                          | Tiflis     | Regiones de Georgia |

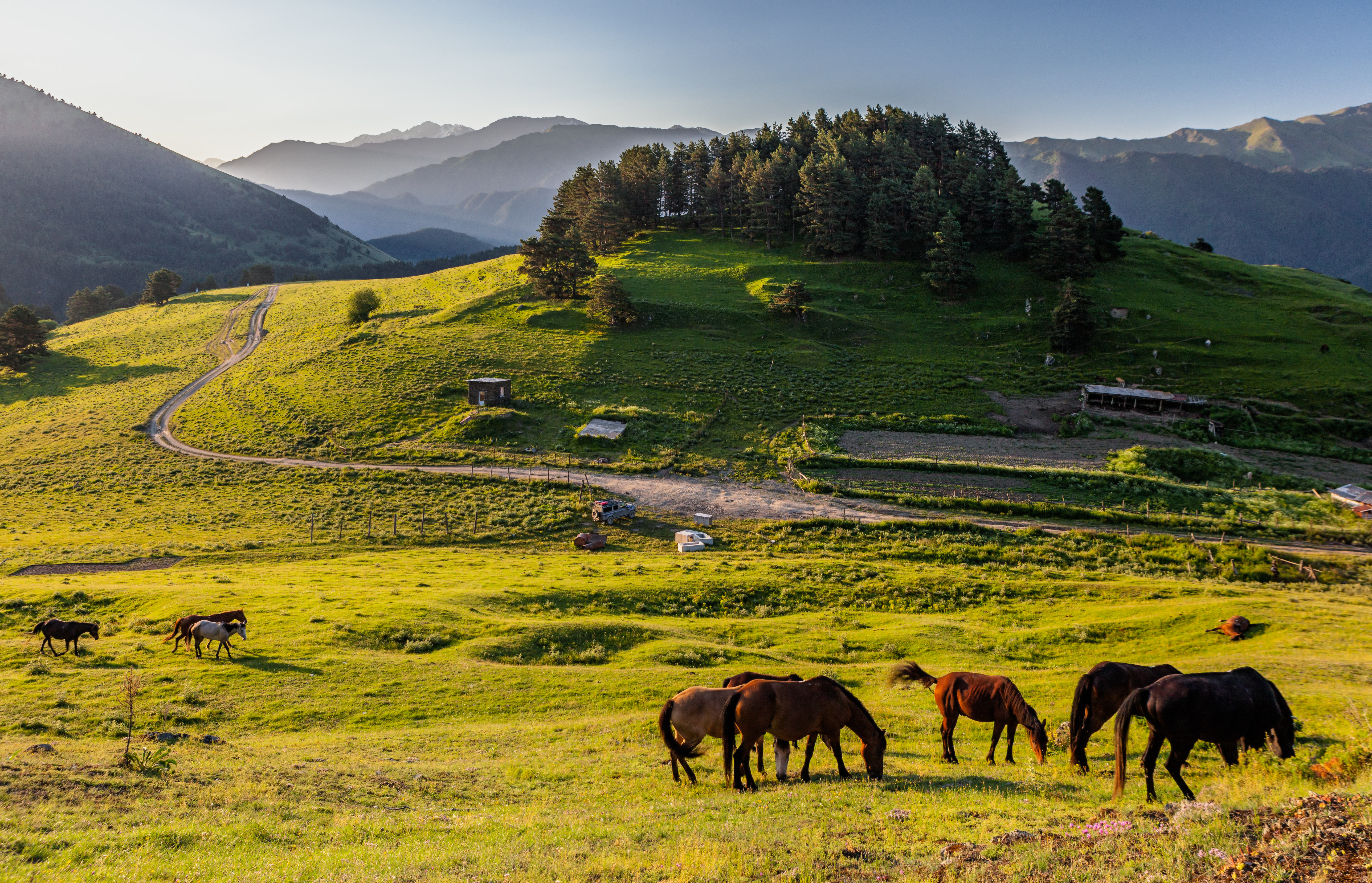
Paisaje en el Parque nacional de Tusheti al este del Georgia

- Las regiones de Abjasia y Osetia del Sur:
  - Están reconocidas según el derecho internacional y por casi la totalidad de miembros de la Naciones Unidas como regiones autónomas pertenecientes a Georgia.
  - Ciertos países soberanos alineados con Rusia y las repúblicas autoproclamadas con ocupación militar rusa (sin reconocimiento internacional) las reconocen como países independientes.

Georgia contiene dos regiones autónomas oficiales, de las cuales una, Abjasia, ha declarado su independencia. Además, otro territorio no oficialmente autónomo también ha declarado la independencia. Oficialmente autónoma dentro de Georgia, la región independiente de facto de Abjasia proclamó su independencia en 1999. Osetia del Sur es conocida oficialmente por Georgia como la región Tskinvali, ya que considera «Osetia del Sur» en el sentido de los vínculos políticos con la república rusa de Osetia del Norte. Fue llamado Óblast Autónomo de Osetia del Sur cuando Georgia era parte de la Unión Soviética. Su estatuto de autonomía fue revocado en 1990. Separada de facto desde la independencia de Georgia, se hicieron concesiones una vez más para dar autonomía a Osetia del Sur, pero en 2006 un referéndum no reconocido en la zona dio lugar a un voto por la independencia.

Tanto en Abjasia como en Osetia del Sur, un gran número de personas recibieron pasaportes rusos, algunos a través de un proceso de «pasaportización» ''forzado'' por las autoridades rusas. Esto se utilizó como justificación para la ''invasión'' rusa de Georgia durante la guerra de Osetia del Sur de 2008 después de que Rusia reconociese la independencia de la región. Georgia considera que estas regiones están ocupadas por Rusia. Ambas repúblicas han recibido un reconocimiento internacional mínimo, pero son independientes en la práctica y Georgia no tiene control sobre estos territorios.

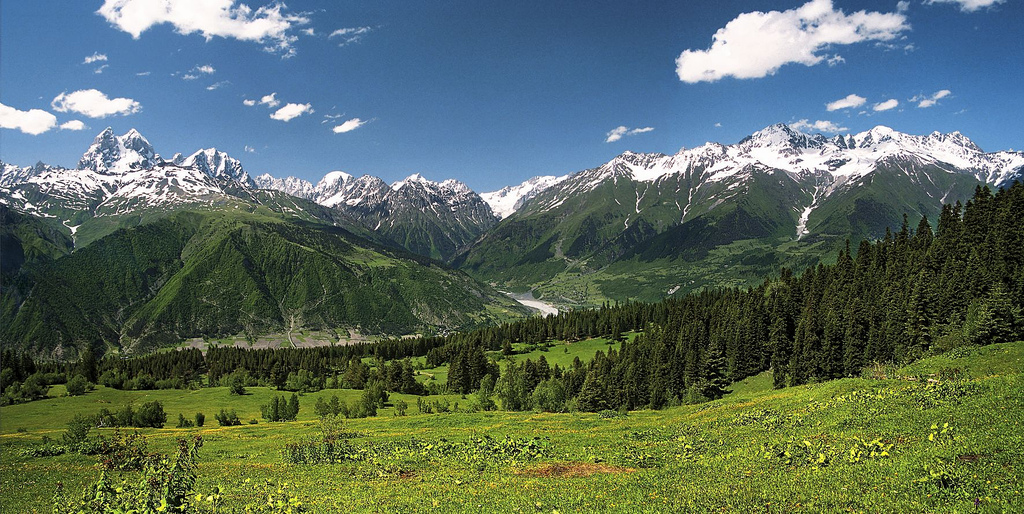
Svanetia, una región histórica de Georgia en el noroeste del país

Ayaria, bajo el brazo del fuerte local Aslan Abashidze, mantuvo estrechos lazos con Rusia y permitió la existencia de una base militar rusa en Batumi. Tras la elección de Mijail Saakashvili en 2004, aumentaron las tensiones entre Ayaria y el gobierno georgiano, que condujeron a manifestaciones en Ayaria y la renuncia y huida de Abashidze. La región conserva su autonomía.

## Geografía

### Relieve

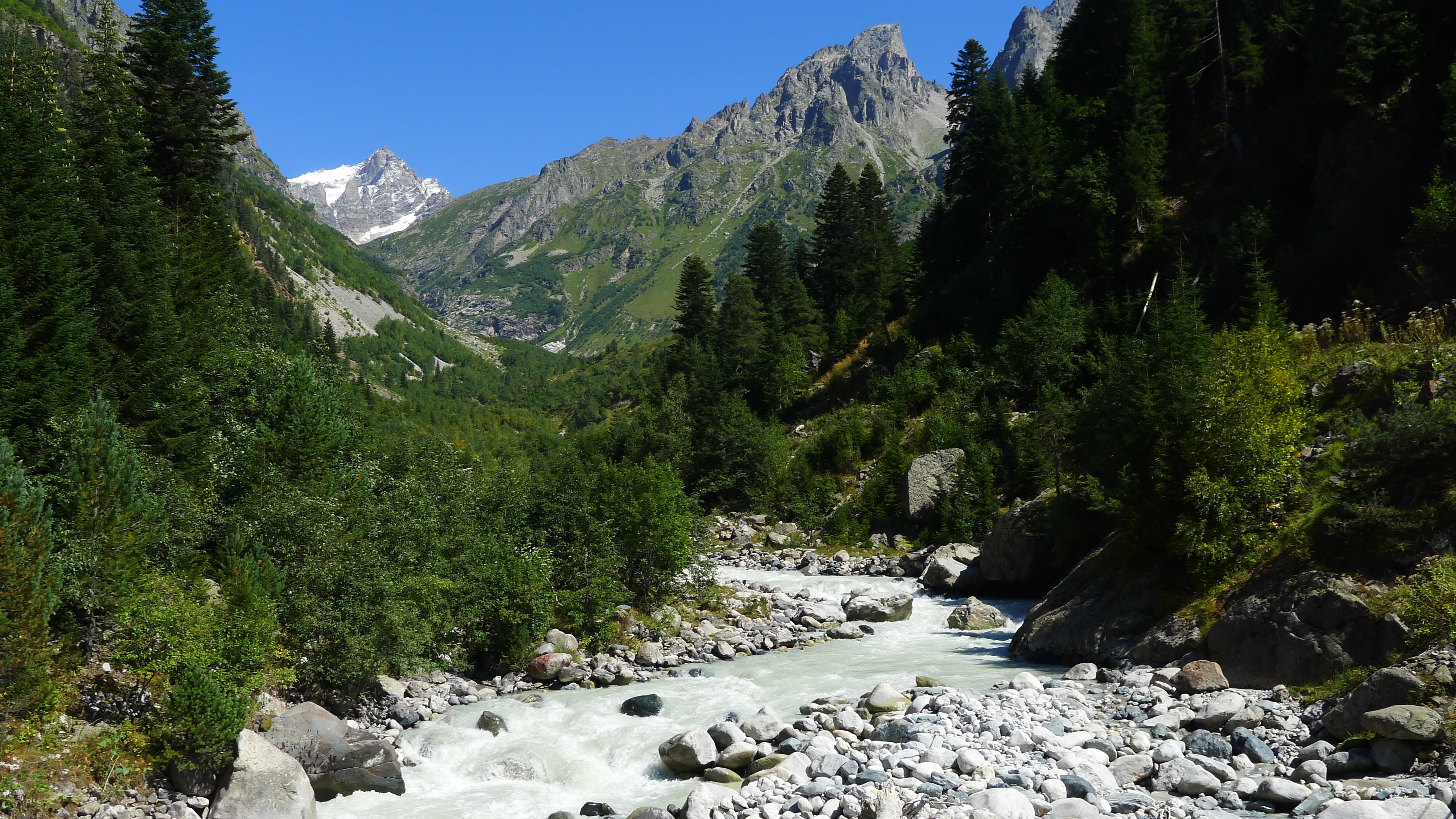
Un pequeño río en Georgia

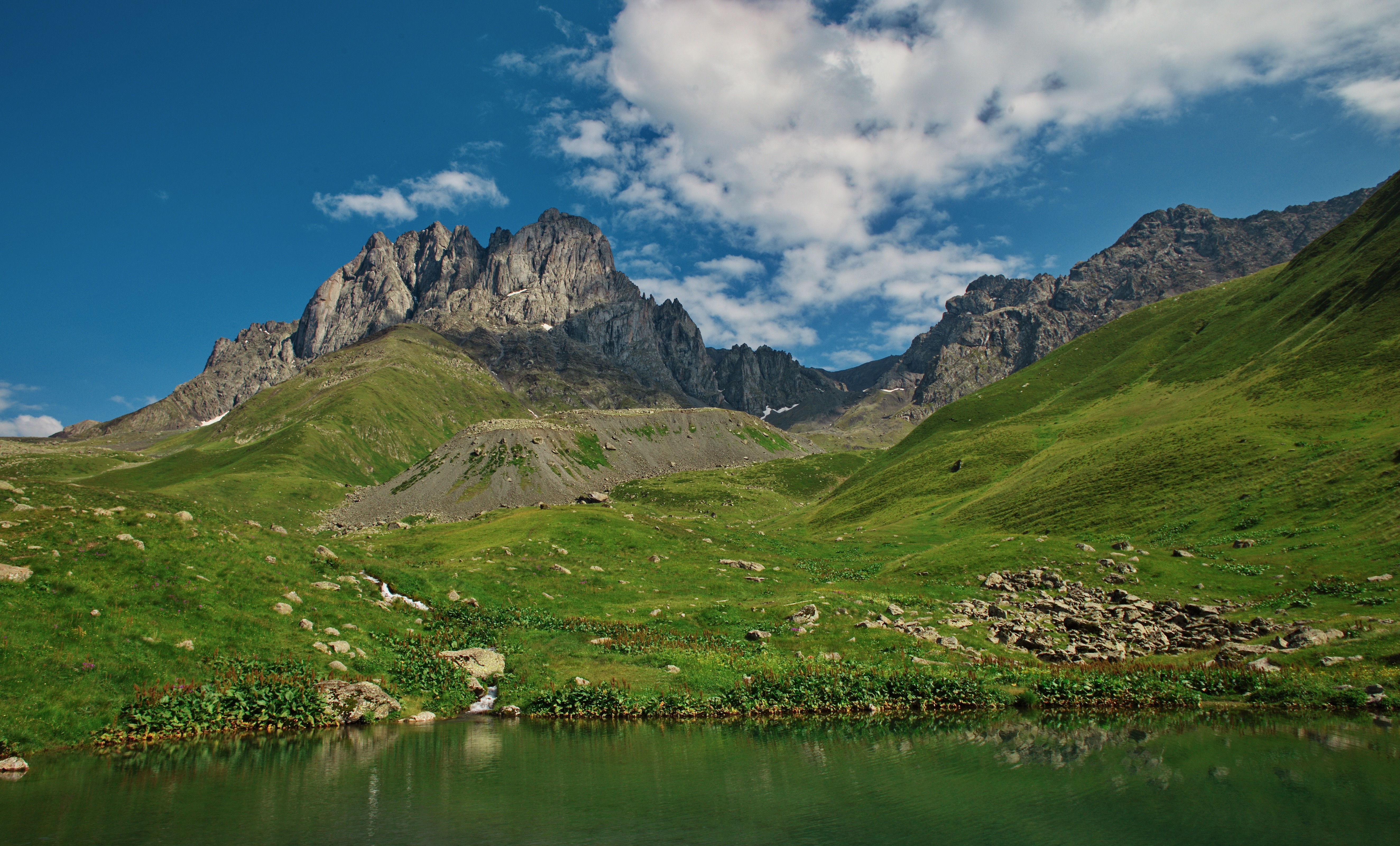
Un lago alpino, al noreste de Georgia

Georgia se sitúa en la costa oriental del mar Negro. El Cáucaso, frontera natural entre Europa y Asia, marca el carácter montañoso del relieve. Es un país de aproximadamente 69 700 km² (incluyendo Abjasia y Osetia del Sur sin estas posee 57.147 km²) Georgia ostenta una de las topografías más variadas de las antiguas repúblicas soviéticas. Debido a su altura y su pobre infraestructura de transportes, muchos pueblos montañeses son virtualmente aislados del mundo exterior durante el duro invierno.
Los terremotos y deslices de montaña en estas zonas llegan a ser característicos y condicionan el estilo de vida. Entre los desastres naturales más recientes estuvo el deslizamiento de rocas en Ayaria, en 1989, que desplazó a cientos de personas en suroeste de Georgia, y dos terremotos en 1991 que destruyeron varios pueblos en las zonas central y septentrional del país además de Osetia del Sur.
El río más grande es el Mtkvari (o también conocido como Kura, el nombre que se le da en el lado azerí), que después de atravesar Azerbaiyán desagua en el mar Caspio luego de recorrer 1364 km desde el noreste de Turquía a través de los llanos de Georgia y atravesar la capital Tiflis. El río Rioni, el más largo del oeste del país, baja del Cáucaso Mayor y desagua en el mar Negro en el puerto de Poti.

### Clima

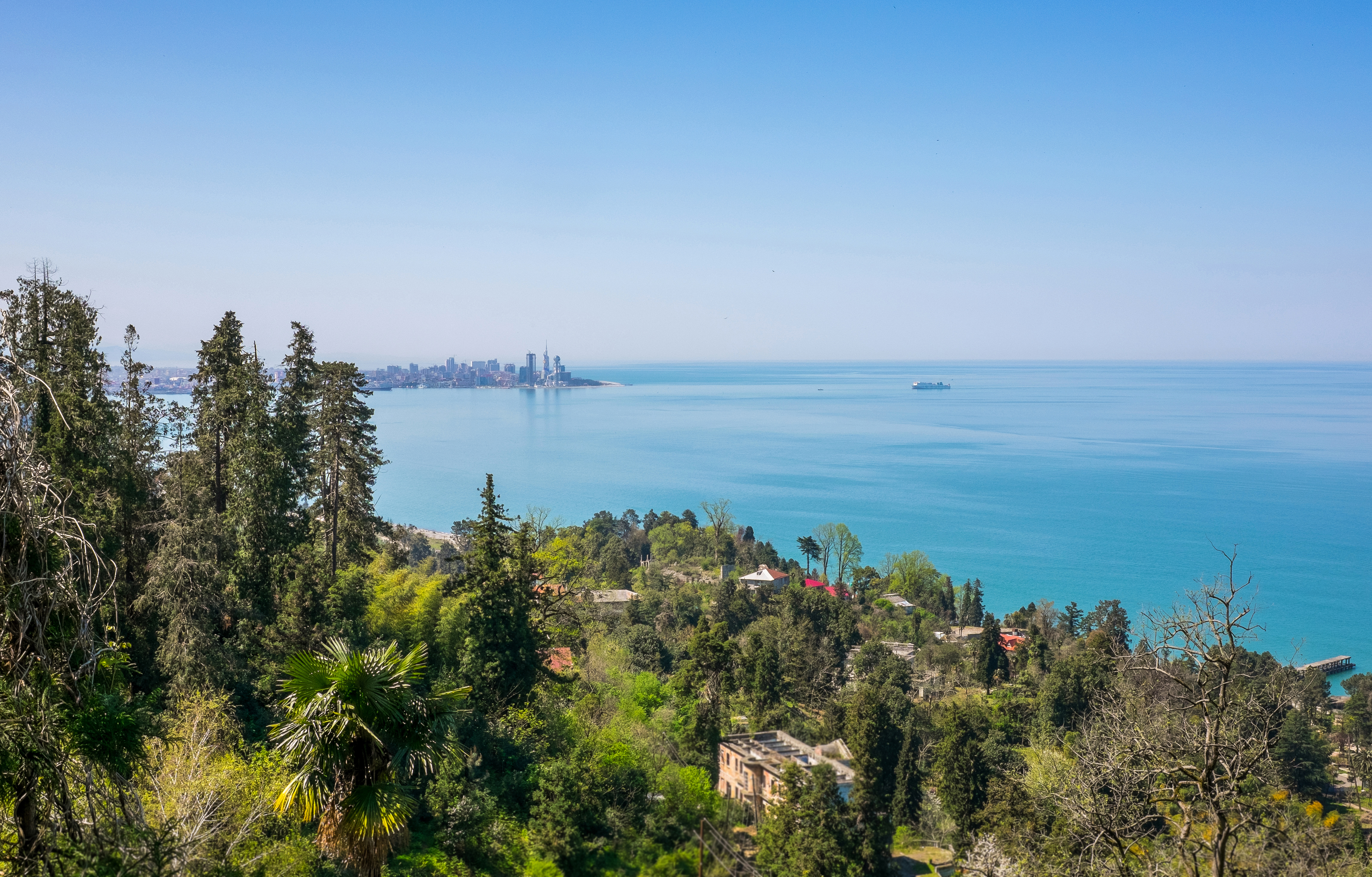
Batumi en la costa del mar Negro

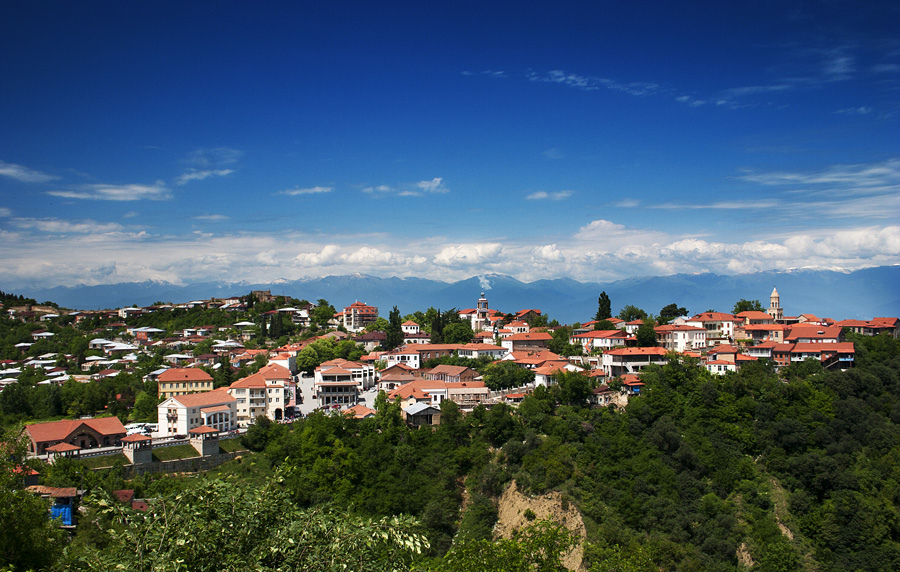
Kajetia, una región histórica del levante del país famosa por sus vinos

El clima de Georgia es diverso, considerando el tamaño del país. Existen dos zonas climáticas principales, como lo son las zonas levantina y ponentina del país. Las montañas del Cáucaso juegan un importante papel, moderando el clima georgiano y protegiendo al país de la penetración de corrientes de aire gélidas provenientes del extremo septentrional. Los montes del Pequeño Cáucaso protegen parcialmente asimismo a la región de la influencia de masas de aire cálidas y secas del sur.
Gran parte del sector ponentino de Georgia se presenta como una zona húmeda subtropical con precipitaciones que promedian entre 1000 y 4000 mm. Las precipitaciones tienden a estar uniformemente distribuidas a lo largo del año, a pesar de que la lluvia puede ser particularmente fuerte durante los meses de otoño. El clima de la región varía significativamente con la altura y mientras la mayoría de las tierras bajas kartvelianas del este de Georgia son relativamente cálidas a través del año, la precordillera y las áreas montañosas (incluyendo a los grandes y pequeños montes del Cáucaso) experimentan veranos húmedos y frescos e inviernos con nevadas: la nieve acumulada con frecuencia supera los dos metros en muchas regiones. Ayaria es la región más húmeda de las regiones del Cáucaso.
El este de Georgia tiene un clima de transición entre el húmedo subtropical y el continental. Ambos están influenciados por las masas de aire seco provenientes de Asia Central y el Caspio por el este y las masas de aire húmedo del mar Negro por el occidente. La penetración de masas de aire húmedas desde el mar Negro es frecuentemente impedida por algunos sistemas montañosos (Liji y Mesjetia) que dividen al país en mitades occidental y oriental. La precipitación anual es considerablemente menor en comparación con la del poniente de Georgia, y en ese sentido el oriente del país presenta veranos calurosos e inviernos relativamente fríos. Así como en las zonas occidentales de la nación, la altura juega un papel importante en la zona oriental, y las condiciones climáticas arriba de los 1500 m s. n. m. son considerablemente más frescas (incluso más frías) que las presentes en tierras más bajas. Las regiones que están ubicadas sobre los 2000 m s. n. m. frecuentemente experimentan heladas incluso durante los meses de verano.

### Ecología
La mayor parte del territorio de Georgia corresponde al bioma de bosque templado de frondosas; solo en el sur están representados los biomas de pradera.
Según WWF, el territorio de Georgia se reparte entre cuatro ecorregiones diferentes:
- Estepa montana de Anatolia oriental en el sur, en la frontera con Turquía.
- Estepa y desierto arbustivo de Azerbaiyán en el sur, en la frontera con Azerbaiyán.
- Bosque de frondosas del Ponto Euxino y la Cólquide en la costa del mar Negro.
- Bosque mixto del Cáucaso en el resto del país.

### Topografía
El paisaje dentro de las fronteras del país es muy variado. El paisaje del oeste de Georgia abarca desde bosques pantanosos de tierras bajas, pantanos y bosques templados hasta nieves eternas y glaciares, mientras que la parte oriental del país contiene incluso un pequeño segmento de llanuras semiáridas.

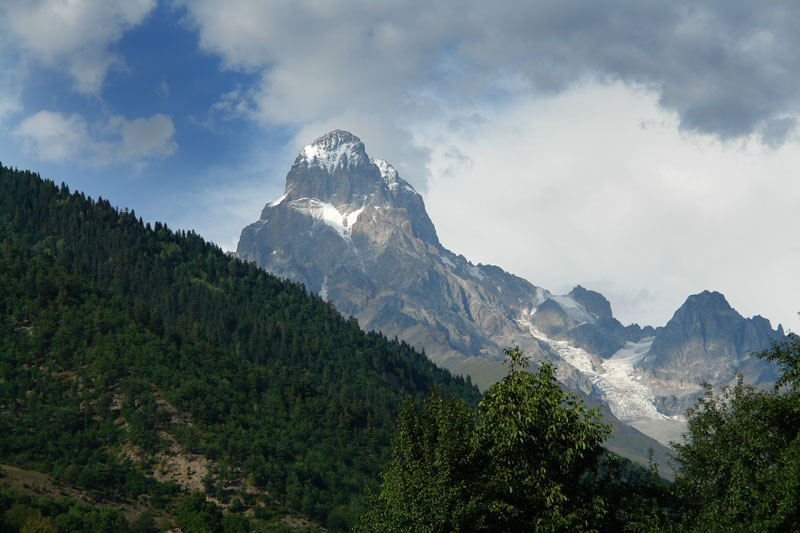
Ushba, una montaña de la cordillera del Cáucaso dentro de Georgia.

Gran parte del hábitat natural de las zonas bajas del oeste de Georgia ha desaparecido en los últimos 100 años debido al desarrollo agrícola del terreno y a la urbanización. La gran mayoría de los bosques que cubrían la llanura de Colchis son ahora prácticamente inexistentes, a excepción de las regiones incluidas en los parques y reservas nacionales (por ejemplo, la zona del lago Paliastomi). En la actualidad, la cubierta forestal se mantiene en general fuera de las zonas bajas y se localiza principalmente a lo largo de las estribaciones y las montañas. Los bosques occidentales de Georgia están formados principalmente por árboles caducifolios por debajo de los 600 metros de altitud y contienen especies como el roble, el carpe, el haya, el olmo, el fresno y el castaño. En muchas zonas también se pueden encontrar especies de hoja perenne como el boj. Ca. 1000 de las 4000 plantas superiores de Georgia son endémicas de este país.
Las laderas centro-occidentales de la cordillera de Mesjetia, en Ajaria, así como varias localidades de Samegrelo y Abjasia, están cubiertas por bosques húmedos templados. Entre los 600 y los 1000 metros de altitud, el bosque caducifolio se mezcla con especies de hoja ancha y de coníferas. Esta zona está formada principalmente por bosques de hayas, abetos y pinos. A partir de los 1500-1800 metros, el bosque se vuelve mayoritariamente de coníferas. El límite arbóreo suele terminar en torno a los 1.800 metros y toma el relevo la zona alpina, que en la mayoría de las zonas se extiende hasta una altitud de 3.000 metros sobre el nivel del mar.
El paisaje del oriente de Georgia (en referencia al territorio al este de la cordillera de Liji) es considerablemente diferente al del occidente, aunque, al igual que la llanura de Colchis en el oeste, casi todas las zonas bajas del este de Georgia, incluidas las llanuras de los ríos Mtkvari y Alazani, han sido deforestadas con fines agrícolas.

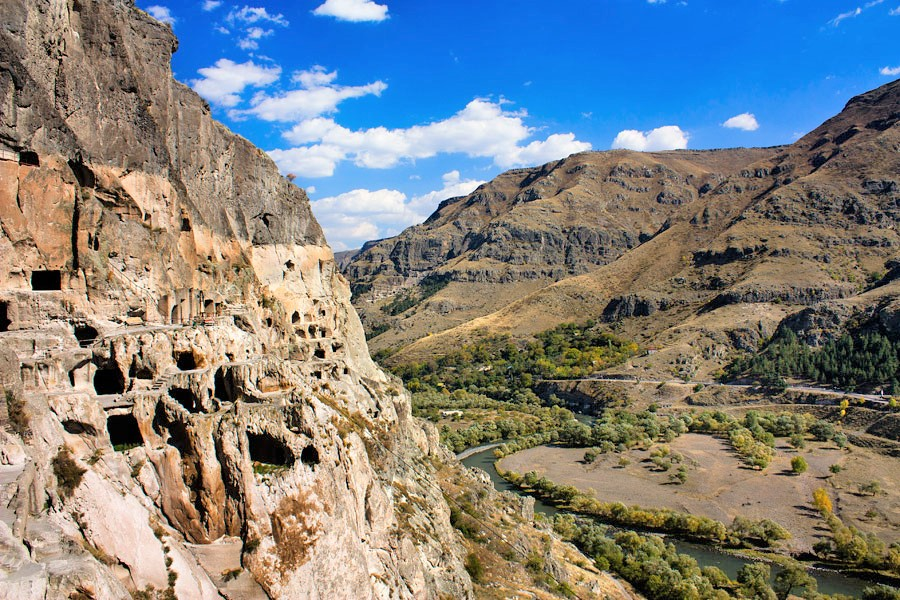
Vista de la ciudad rupestre de Vardzia y del valle del río Kura, más abajo

El paisaje general del este de Georgia comprende numerosos valles y desfiladeros separados por montañas. A diferencia de lo que ocurre en Georgia occidental, casi el 85 % de los bosques de la región son de hoja caduca. Los bosques de coníferas sólo dominan en el desfiladero de Borjomi y en las zonas del extremo occidental. Entre las especies de árboles caducifolios, dominan el haya, el roble y el carpe. Otras especies caducifolias son varias variedades de arce, álamo, fresno y avellano.
En las zonas más elevadas, por encima de los 1000 metros sobre el nivel del mar (especialmente en las regiones de Tusheti, Jevsuretia y Jevi), predominan los bosques de pinos y abedules. En general, los bosques orientales de Georgia se encuentran entre los 500-2.000 metros sobre el nivel del mar, y la zona alpina se extiende desde los 2.000-2.300 hasta los 3.000-3.500 metros. Los únicos bosques grandes que quedan en las tierras bajas son los del valle de Alazani, en Kajetia.

## Demografía
La población actual de Georgia es de 4 594 000 habitantes (estimación en julio de 2005), donde étnicamente el pueblo georgiano constituye la mayoría con cerca de 83,8 %. Los azeríes forman el 6,5 % de la población, los armenios el 5,7 % y los rusos el 1,5 % (la mayoría de los rusos han emigrado desde que Georgia declaró su independencia). Los abjasios y los osetios del sur (y los que están en la frontera con Osetia del Norte) han tratado de independizarse de Georgia desde que ésta alcanzara la independencia.
Otros dos grupos kartvelianos viven en Georgia: los svan y los mingrelianos, con un menor número de los laz, la mayoría de los cuales vive en Turquía. Son lingüísticamente diferentes pero cercanos étnica y culturalmente a los georgianos. Hay también numerosos grupos más pequeños en el país, tales como griegos, kurdos, judíos, tártaros, turcos y ucranianos.

Grupos etnolingüísticos de la región del Cáucaso.

Desde la caída de la Unión Soviética, Georgia ha sufrido un serio colapso poblacional, debido en parte a las guerras en Abjasia y Osetia del Sur, a una frágil economía y a pocas oportunidades laborales, provocando que miles de georgianos emigraran en busca de trabajo, especialmente a Rusia. El problema se agrava aún más con la baja natalidad entre la población que reside permanentemente en el país. Se estima que la población actual es un millón de personas menos que la que había en 1990, y algunos observadores sugieren que el número actual es incluso menor. El crecimiento poblacional presenta un acusado balance negativo (–1,1 % anual), uno de los más bajos del mundo. La fecundidad también es baja (1,4 hijos por mujer). La población tiende a la madurez, pero la proporción de jóvenes (33,9 %) aún domina sobre la de ancianos (19,4 %).

### Idiomas
El georgiano, idioma oficial del país, es la lengua predominante en todo el territorio. Según una encuesta realizada, es la lengua materna de más del 85 % de la población. El georgiano se escribe con su propio alfabeto y pertenece a las lenguas caucásicas meridionales, también conocidas como lenguas kartvelianas, que son habladas principalmente en Georgia, con pequeños grupos de hablantes en otros países.
El ruso se habla ampliamente en Georgia, como resultado de la política lingüística de la Unión Soviética. Ocupa el segundo lugar en el país, luego del georgiano. Según algunos censos realizados en 2004, un 55 % de la población georgiana sabe hablar en ruso.
Otros idiomas kartvelianos se hablan en diferentes partes del país: el megreliano, el laz y el esvano. Los hablantes de estos idiomas son bilingües: hablan georgiano como lengua materna junto con sus idiomas propios. Asimismo se hablan otras lenguas en diferentes regiones de Georgia, como el idioma abjasio, de la rama lingüística abjaso-adigué, hablado en Abjasia, el osetio, en Osetia del Sur, el armenio en la región de Samtsje-Yavajeti o el azerí en la región de Kvemo Kartli. Igualmente se hablan otras lenguas minoritarias, como el checheno, el kurdo o el griego.

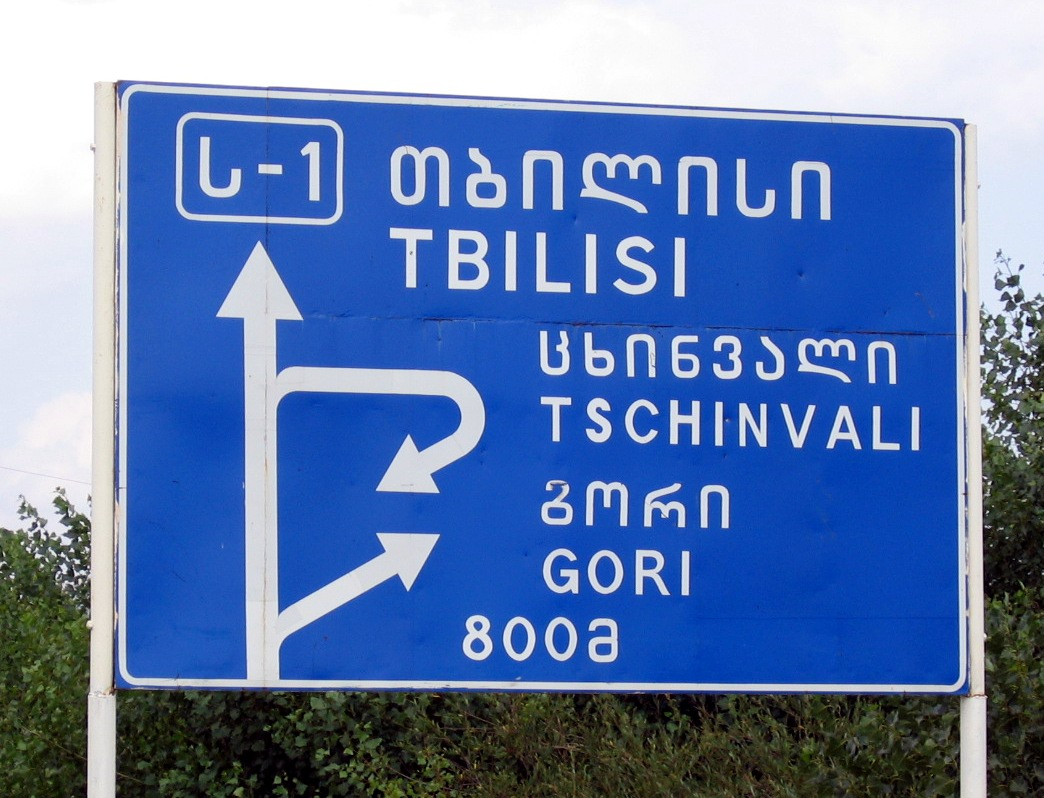
Letrero en la calle escrito en alfabeto georgiano y latino

El inglés ya se ha convertido en el idioma extranjero más importante, popular entre los jóvenes y ampliamente aceptado en Georgia, sobre todo en los negocios y el turismo. Actualmente, la mayoría de la población joven tiene ciertos conocimientos de esta lengua. Le siguen en importancia otras lenguas extranjeras, como el alemán y el francés.

### Sociedad
Hasta hace poco, la vida de los georgianos estaba supeditada a los vaivenes de la política y estaba marcada por la escasez de energía eléctrica, pero después de que Shevardnadze fuera depuesto, el panorama social se vislumbra más tranquilo.
Los georgianos se saludan con un apretón de manos y dicen Gamarjoba (‘hola’; literalmente: ‘que ganes’). Las respuestas difieren: en saludos oficiales, se responde con las mismas palabras; en circunstancias informales, las personas responden con:
Gagimarjos (‘que tú ganes’).

Rogor khar? (‘¿cómo estás?’) es un modo informal para entablar una conversación.

Rogor brdzandebit? (¿cómo está?) es más formal.

Kargad ikavit significa ‘que os vaya bien’ (adiós).

Mshvidobit (‘la paz sea contigo’) se usa en despedidas de mayor significado, generalmente cuando las personas no esperan verse por mucho tiempo.
El apretón de manos es frecuente incluso en encuentros fortuitos; abrazar a alguien de un modo amistoso o besarle en la mejilla es también habitual, sobre todo entre jóvenes y mujeres. Los niños pequeños suelen recibir caricias y besos. A los adultos se les nombra por sus títulos profesionales seguidos de los apellidos, o por su nombre de pila seguido de batonó (señor) o kalbatonó (señora). El uso de los términos batonó o kalbatonó con solo el apellido es muy formal, de modo que se emplean nombres y apellidos en la correspondencia y en los medios de comunicación.
Los habitantes de Tiflis solían pasear por las tardes a lo largo de la Avenida de Rustaveli para encontrarse con amigos o tomar algo en uno de los numerosos cafés que bordean las aceras. En la reciente etapa de violencia en las calles se retiraron a la seguridad de televisores y teléfonos, pero una crisis energética que surgió en 1994 convirtió incluso esto en una rara diversión.

### Religión
| Religión en Georgia                        | Religión en Georgia                        | Religión en Georgia | Religión en Georgia | Religión en Georgia |
| ------------------------------------------ | ------------------------------------------ | ------------------- | ------------------- | ------------------- |
| Religión                                   | Religión                                   |                     | Porcentaje          | Porcentaje          |
| Cristianismo                               | Cristianismo                               |                     | 79,6 %              | 79,6 %              |
| Islam                                      | Islam                                      |                     | 9,9 %               | 9,9 %               |
| Ninguna (Ateísmo+Agnósticos+no religiosos) | Ninguna (Ateísmo+Agnósticos+no religiosos) |                     | 8,7 %               | 8,7 %               |
| Creyentes sectarios y/u otras religiones   | Creyentes sectarios y/u otras religiones   |                     | 1,8 %               | 1,8 %               |

La Catedral de la Santa Virgen María en Batumi era originalmente una iglesia católica que estuvo cerrada durante el Comunismo y se reabrió después como iglesia ortodoxa georgiana

Georgia fue una de las primeras naciones en adoptar el cristianismo como religión oficial en los primeros años del siglo IV. Hoy en día, la mayoría de la población (84,6 %) profesa el culto de la Iglesia ortodoxa y apostólica georgiana, una de las iglesias autocéfalas más antiguas de la Iglesia ortodoxa. Las minorías religiosas son la Iglesia apostólica armenia, en torno al 3,9 %, que en su mayoría son de origen armenio; los musulmanes representan el 7,1 % de la población, casi todos los cuales son de origen azerbaiyano; los católicos representan alrededor del 0,8 % de la población y se encuentran principalmente en el sur de Georgia, y los judíos forman un 0,8 %.
A pesar de la larga historia de la armonía religiosa en Georgia, se han dado casos de discriminación religiosa y de violencia contra las religiones «no tradicionales», como los testigos de Jehová, por los seguidores del sacerdote ortodoxo Mkalavishvili. No obstante, se ha empezado a respetar a diversos grupos de religiones, e incluso juzgaron y encarcelaron a un sacerdote de la Iglesia ortodoxa por atacar a los grupos de testigos de Jehová para quitarles literatura impresa. Además de las organizaciones religiosas tradicionales, Georgia conserva segmentos seculares e irreligiosos de la sociedad (0,5 %), así como una porción significativa de individuos afiliados a una religión que no practican activamente su fe.
Más del 40 % de los ortodoxos se considera no practicante y tan solo el 27,8 % asiste a los ritos religiosos.
Esto, sin contar que en 2014 el 85 % era ortodoxo, de los cuales el 47,8 % era practicante contra el 32 % no practicante.
Los no religiosos llegan casi al 8 % de la población.
El número de católicos aumenta del 0,5 % al 1,1 % de la población.
Con una población de 3 872 752 en 2018, la cantidad de fieles era la siguiente:
| Iglesia ortodoxa georgiana | 2 749 067 |
| Islam                      | 419 777   |
| Irreligión                 | 291 100   |
| Otros cristianos           | 199 177   |
| Otros                      | 13 631    |

### Educación
Desde 2004, el sistema educativo de Georgia ha sido objeto de amplias reformas modernizadoras, aunque controvertidas. La educación en Georgia es obligatoria para todos los niños de 6 a 14 años. El sistema escolar se divide en enseñanza primaria (seis años; nivel de edad 6-12), básica (tres años; nivel de edad 12-15) y secundaria (tres años; nivel de edad 15-18), o alternativamente estudios profesionales (dos años). Los estudiantes con un certificado de estudios secundarios tienen acceso a la educación superior. Sólo los estudiantes que han superado los Exámenes Nacionales Unificados pueden matricularse en una institución de enseñanza superior acreditada por el Estado, según la clasificación de las puntuaciones obtenidas en los exámenes.

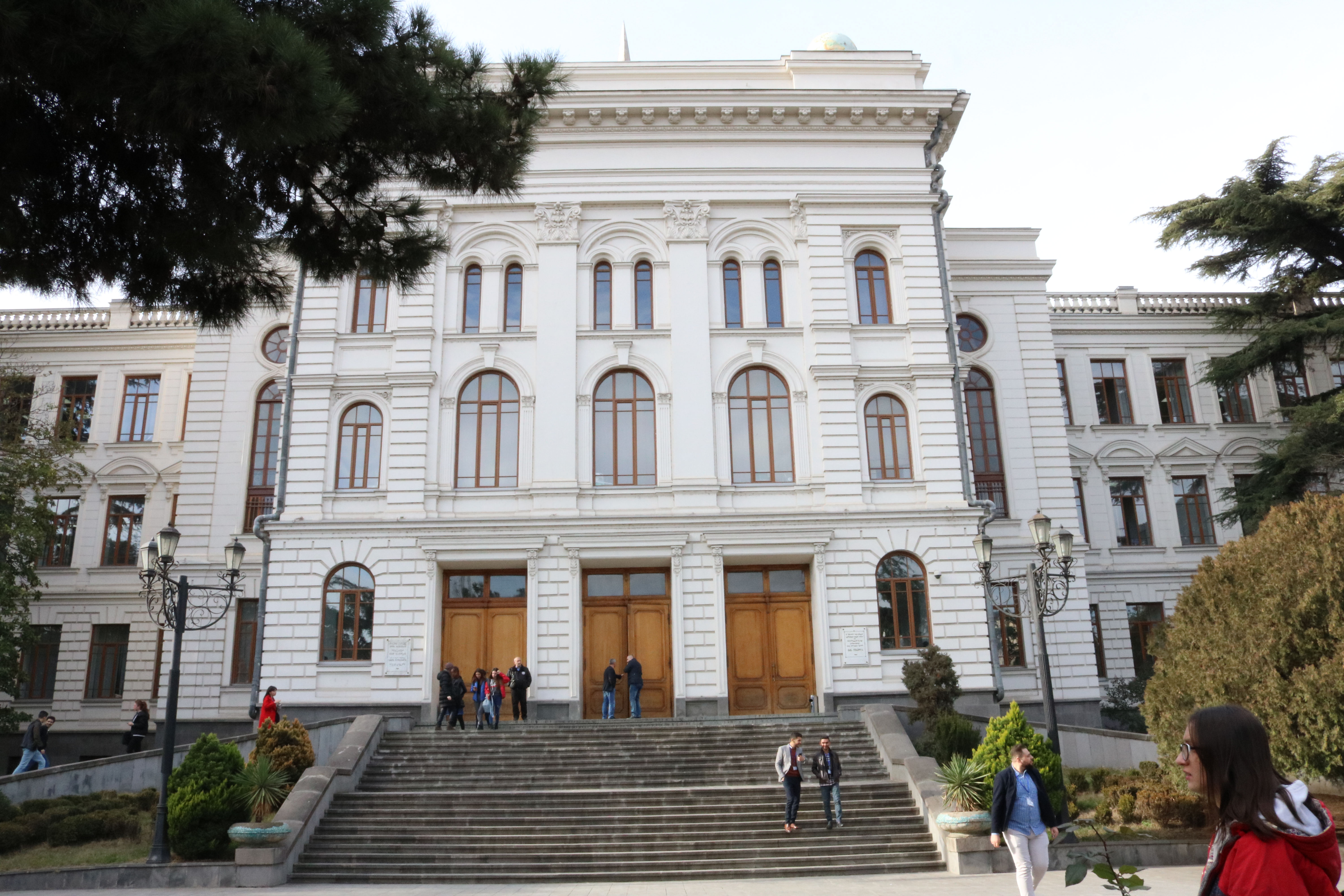
Universidad Estatal de Tiflis

La mayoría de estas instituciones ofrecen tres niveles de estudio: un programa de licenciatura (de tres a cuatro años), un programa de maestría (dos años) y un programa de doctorado (tres años). También existe un programa de especialista certificado que representa un programa de educación superior de un solo nivel con una duración de tres a seis años. En 2016, 75 instituciones de educación superior estaban acreditadas por el Ministerio de Educación y Ciencia de Georgia. La tasa bruta de matriculación en la enseñanza primaria fue del 117% en el período 2012-2014, la segunda más alta de Europa después de Suecia.
Tiflis se ha convertido en la principal arteria del sistema educativo georgiano, sobre todo desde que la creación de la Primera República de Georgia en 1918 permitió el establecimiento de instituciones educativas modernas en lengua georgiana. Tiflis es la sede de varias de las principales instituciones de enseñanza superior de Georgia, sobre todo la Universidad Estatal de Medicina de Tiflis, que se fundó como Instituto Médico de Tiflis en 1918, y la Universidad Estatal de Tiflis (TSU), que se creó en 1918 y sigue siendo la universidad más antigua de toda la región del Cáucaso. Con una matrícula de más de 35.000 estudiantes, el número de profesores y personal (colaboradores) de la TSU es de aproximadamente 5.000. La principal y mayor universidad técnica de Georgia, la Universidad Técnica de Georgia, así como la Universidad de Georgia (Tiflis), la Universidad del Cáucaso, y la Universidad Libre de Tiflis también se encuentran en Tiflis.

## Economía
| Exportaciones a | Exportaciones a | Importaciones de | Importaciones de |
| País            | Porcentaje      | País             | Porcentaje       |
| --------------- | --------------- | ---------------- | ---------------- |
| Unión Europea   | 29%             | Unión Europea    | 33%              |
| Rusia           | 23 %            | Turquía          | 15,3 %           |
| Turquía         | 21,5 %          | Rusia            | 13,3 %           |
| Azerbaiyán      | 3,3 %           | Azerbaiyán       | 10,7 %           |
| Estados Unidos  | 3 %             | Alemania         | 10,1 %           |
| Alemania        | 2,5 %           | Estados Unidos   | 4,1 %            |
| Otros           | 46,7 %          | Otros            | 46,5 %           |

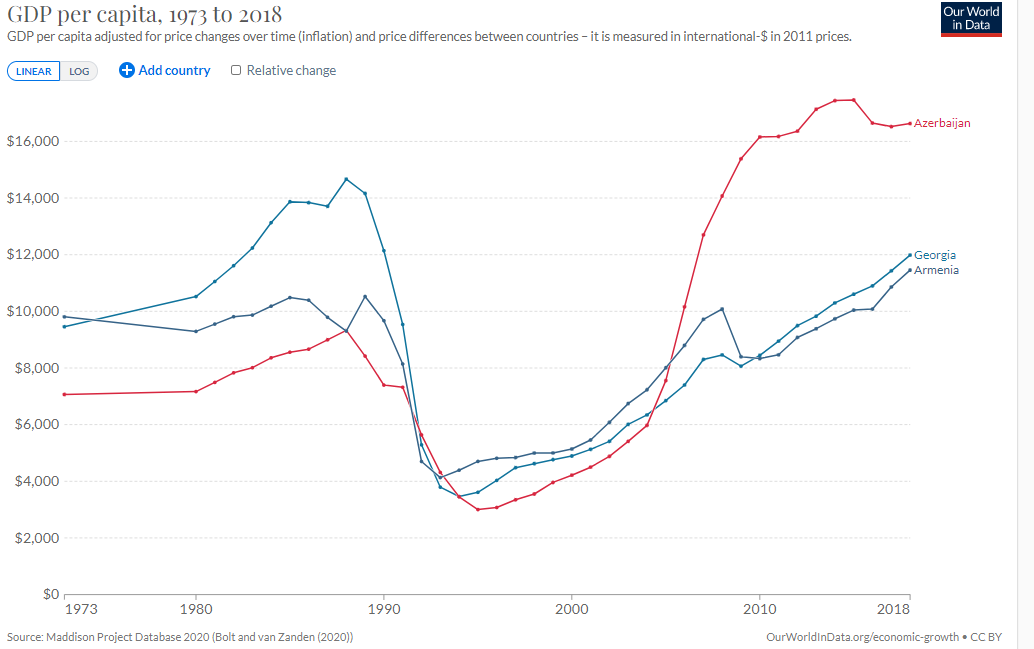
Evolución del PIB per cápita en Azerbaiyán, Armenia y Georgia.

La economía georgiana ha girado tradicionalmente alrededor del turismo del mar Negro, el cultivo de cítricos, té y uvas; la minería extractiva del manganeso y el cobre además de un pequeño sector industrial que produce vino, metales, maquinaria, químicos y textiles. El país importa la gran mayoría de la energía que requiere, incluyendo gas natural y petróleo. Su única fuente importante de energía es la energía hidroeléctrica. A pesar del severo daño que la economía doméstica ha sufrido a razón de la guerra civil, Georgia —con la ayuda del Fondo Monetario Internacional y el Banco Mundial— ha hecho avances económicos sustanciales desde 1995, incrementando el ritmo del crecimiento del producto interior bruto y reduciendo la inflación. [cita requerida]La economía continúa experimentando un gran déficit presupuestario debido a la imposibilidad de obtener ingresos fiscales por impuestos.
Georgia está fijando sus esperanzas para una recuperación a largo plazo en el desarrollo de un corredor internacional de transporte a través de puertos clave en el mar Negro como Poti y Batumi. El cada vez mayor déficit comercial, los continuos problemas con la evasión tributaria y la corrupción, y las incertidumbres políticas opacan el cuadro económico a corto plazo.
Según el Índice mundial de innovación, a cargo de la Organización Mundial de la Propiedad Intelectual, en 2024, Georgia se ubicó en lugar 57 en innovación entre 133 países del mundo; mientras que en 2023 ocupó el lugar 65 y el 74 en 2022.

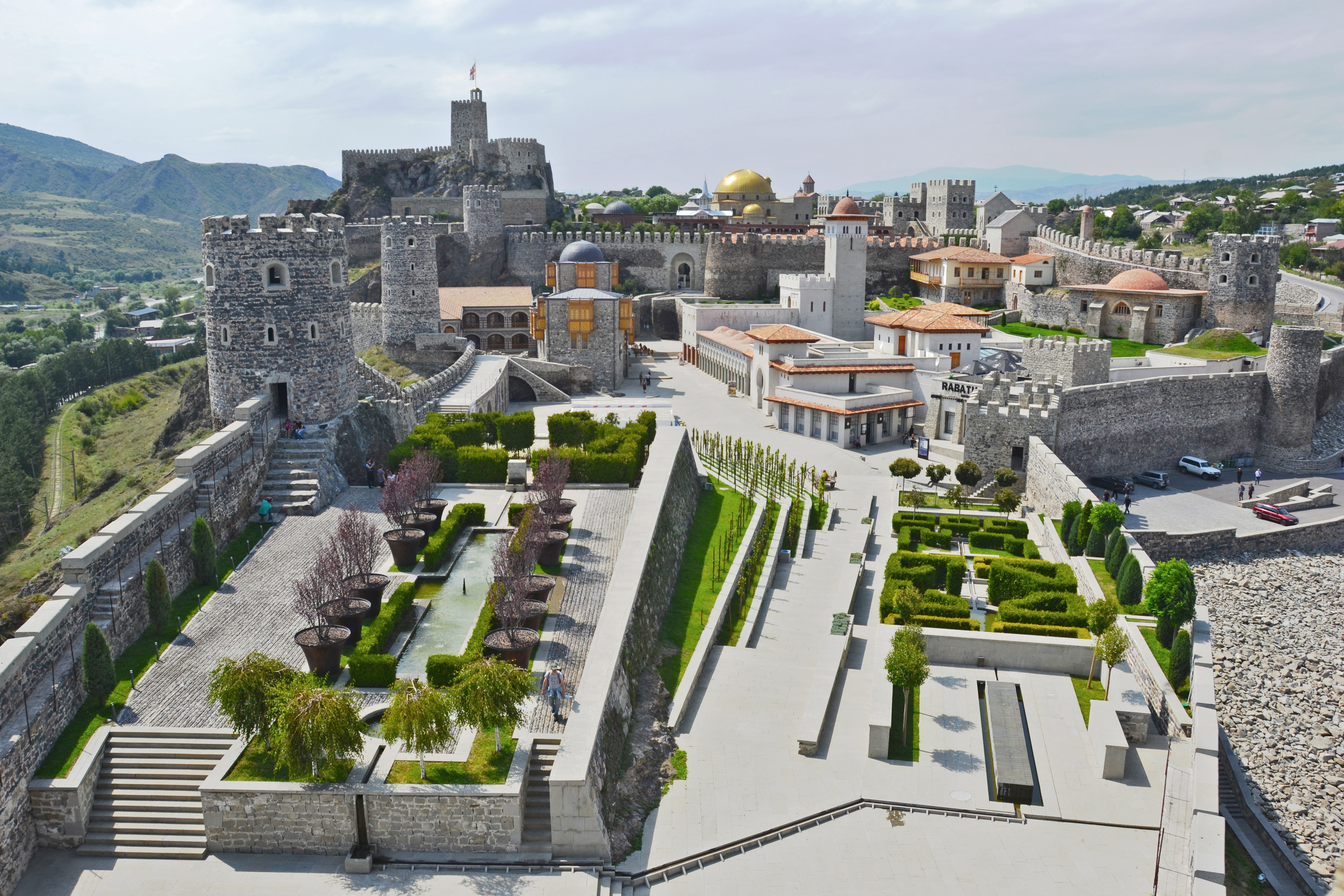
Castillo de Rabati en Akhaltsikhe

### Turismo
El turismo es una parte cada vez más importante de la economía georgiana. En 2016, 2.714.773 turistas aportaron al país aproximadamente 2.160 millones de dólares. En 2019, el número de llegadas internacionales alcanzó la cifra récord de 9,3 millones de personas y los ingresos de divisas en los tres primeros trimestres del año superaron los 3.000 millones de dólares. El país tiene previsto recibir 11 millones de visitantes en 2025, con unos ingresos anuales que alcanzarán los 6.600 millones de dólares. Según el Gobierno, en Georgia hay 103 centros turísticos en diferentes zonas climáticas. Las atracciones turísticas incluyen más de 2.000 manantiales minerales, más de 12.000 monumentos históricos y culturales, cuatro de los cuales están reconocidos como Patrimonio de la Humanidad por la UNESCO (la catedral de Bagrati en Kutaisi y el monasterio de Gelati, los monumentos históricos de Mtskheta y el Alto Svaneti). Otras atracciones turísticas son la Ciudad de las Cuevas, el castillo/iglesia de Ananuri, Sighnaghi y el monte Kazbek. En 2018, más de 1,4 millones de turistas procedentes de Rusia visitaron Georgia.
El 41% del territorio de Georgia está cubierto por bosques, y el 25 % del territorio de Georgia se encuentra dentro de parques nacionales protegidos. Las áreas protegidas de Georgia ofrecen varios servicios, entre ellos: excursiones en barco, observación de aves, excursiones eco-educativas, senderismo, paseos a caballo, ciclismo, excursiones de safari, pesca deportiva. Georgia alberga a unas 5.601 especies de animales, entre las cuales hay 648 especies de vertebrados (más del 1 % de las especies encontradas en todo el mundo) y muchas de estas especies son endémicas.
En 2016, 310.477 ciudadanos extranjeros y 424.397 georgianos visitaron las zonas protegidas de Georgia. Las atracciones más populares fueron la Cueva de Prometeo, el Parque Nacional de Kazbegi y la Reserva Gestionada de Sataplia.

## Transporte

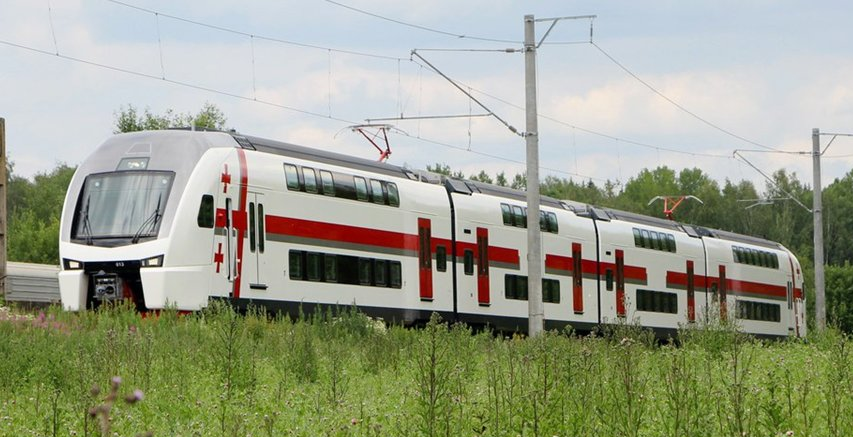
Los Ferrocarriles Georgianos representan una arteria vital que une el Mar Negro y el Mar Caspio, la ruta más corta entre Europa y Asia Central.

Dos aerolíneas locales —Georgian Airlines y Air Georgia— tienen hubs en Tiflis, desde los cuales sirven a varias localidades regionales. Las líneas aéreas más grandes que sirven al aeropuerto son British Airways, Swiss y Turkish Airlines; Aeroflot provee el servicio de vuelos desde Tiflis a cualquier punto del ex bloque soviético.
La autopista que conecta Georgia con Rusia, a través de la costa de Abjasia vía el túnel de la Gama Caucásima, está cerrada. Otro punto de entrada es la ruta por la Autopista Militar Georgiana. Los tres puertos más grandes (Batumi, Poti y Sujumi) se ubican en la costa del mar Negro. Batumi y Poti son puntos de partida para barcos de carga que ocasionalmente parten a Odesa, Sochi, Trabzon y Estambul.
En los últimos años, Georgia ha invertido grandes cantidades de dinero en la modernización de sus redes de transporte. Se ha dado prioridad a la construcción de nuevas autopistas y, por ello, ciudades importantes como Tiflis han visto mejorar drásticamente la calidad de sus carreteras; sin embargo, la calidad de las rutas interurbanas sigue siendo deficiente y, hasta la fecha, sólo se ha construido una carretera con estándares de autopista: la ს 1 (S1), la principal autopista que atraviesa el país de este a oeste, y viceversa.
Los ferrocarriles georgianos representan una importante arteria de transporte para el Cáucaso, ya que constituyen la mayor parte de una ruta que une los mares Negro y Caspio. A su vez, esto les ha permitido beneficiarse en los últimos años del aumento de las exportaciones de energía desde el vecino Azerbaiyán a la Unión Europea, Ucrania y Turquía. Los servicios de pasajeros son operados por los Ferrocarriles Georgianos, de propiedad estatal, mientras que las operaciones de carga son realizadas por varios operadores autorizados.

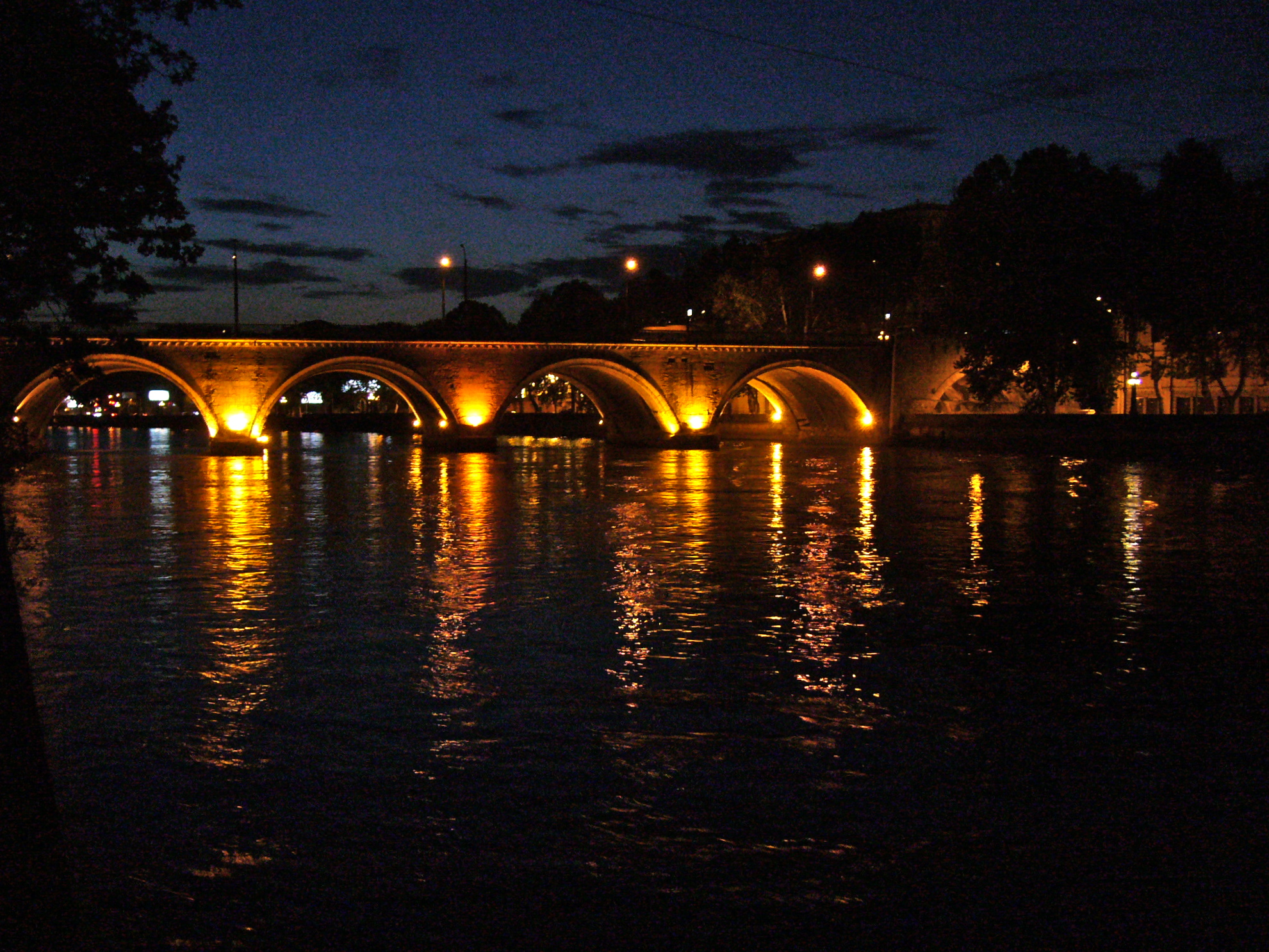
Puente sobre el río Kura en Tiflis

Desde 2004, los ferrocarriles georgianos están llevando a cabo un programa continuo de renovación de la flota y de reestructuración de la gestión, con el fin de que el servicio prestado sea más eficiente y cómodo para los pasajeros. El desarrollo de las infraestructuras también ha sido una de las prioridades de los ferrocarriles, y se espera que el nudo ferroviario clave de Tiflis sea objeto de una importante reorganización en un futuro próximo. Entre los proyectos adicionales se encuentra la construcción del ferrocarril Kars-Tiflis-Bakú, de gran importancia económica, que se inauguró el 30 de octubre de 2017 y conecta gran parte del Cáucaso con Turquía por medio de un ferrocarril de ancho estándar.
Los transportes aéreo y marítimo se están desarrollando en Georgia; el primero lo utilizan principalmente los pasajeros y el segundo sirve para las mercancías. Georgia cuenta actualmente con cuatro aeropuertos internacionales, el mayor de los cuales es, con diferencia, el aeropuerto internacional de Tiflis, centro de operaciones de Georgian Airways, que ofrece conexiones con muchas grandes ciudades europeas. Otros aeropuertos del país están muy poco desarrollados o carecen de tráfico regular, aunque últimamente se han hecho esfuerzos para resolver ambos problemas. Hay varios puertos marítimos a lo largo de la costa georgiana del Mar Negro, el mayor y más concurrido de los cuales es el puerto de Batumi; aunque la ciudad es en sí misma una estación balnearia, el puerto es una importante terminal de carga en el Cáucaso y a menudo es utilizado por el vecino Azerbaiyán como punto de tránsito para hacer entregas de energía a Europa. Los servicios de transbordadores de pasajeros regulares y fletados conectan Georgia con Bulgaria, Rumanía, Turquía y Ucrania.

## Cultura
La cultura georgiana ha evolucionado a través de los siglos en el país, haciendo a este último depositario de una cultura nacional única con una fuerte tradición literaria basada en la lengua georgiana y su alfabeto propio. Esto ha desembocado en un fortísimo sentido de identidad nacional que ha ayudado a preservar el orgullo georgiano a pesar de los sucesivos períodos de ocupación extranjera y asimilación forzada.

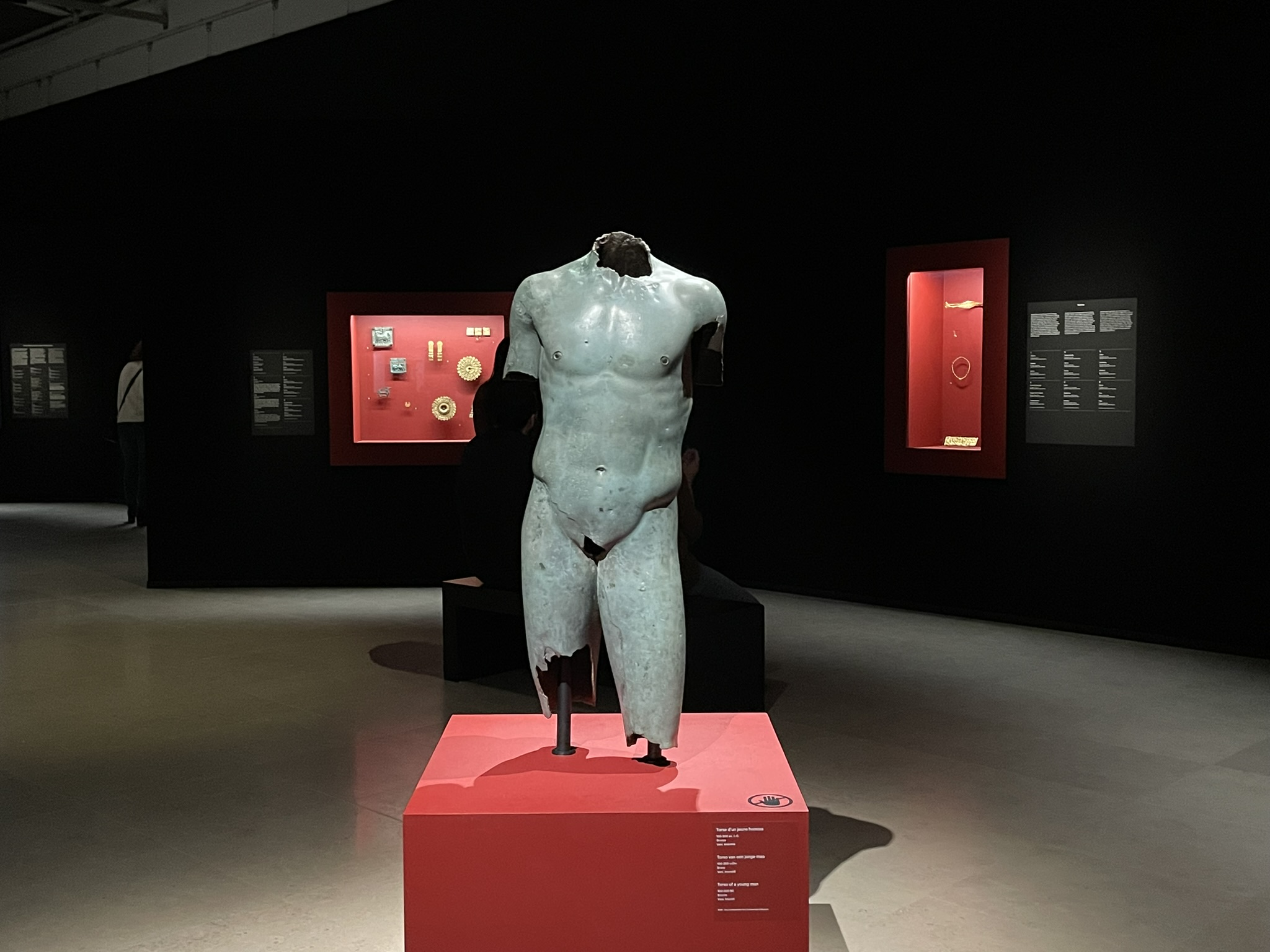
Estatua de bronce descubierta en Georgia,, Museo nacional de Georgia

La literatura georgiana tradicional fue prolífica durante los primeros años del cristianismo, aunque existen obras precristianas como Amiraniani, una colección de epopeyas georgianas de la Antigüedad que data del II milenio a. C. Durante la Edad Media, el arte de la escritura georgiana llegó a su esplendor con la irrupción de Shota Rustaveli, uno de los grandes escritores del Medioevo y autor de El caballero en la piel de pantera (georgiano: ვეფხისტყაოსანი, Vepjis Tqaosani), el poema épico nacional de Georgia. La literatura georgiana vivió una época dorada en el siglo XIX, después de un largo período de agitación, sentando las bases de los románticos y los novelistas de la era moderna, como Grigol Orbeliani, Nikoloz Baratashvili, Ilia Chavchavadze, Akaki Tsereteli, Vazha Pshavela, y muchos otros.
En la época moderna, desde el siglo XVII en adelante, las artes georgianas fueron influenciadas ampliamente por las innovaciones culturales provenientes de Europa. La primera casa de pintura georgiana se estableció en la década de 1620 en Italia y la primera en Georgia se fundó en 1709 en Tiflis.
El 19 de noviembre de 1896 se inauguró el primer cine en Georgia en la capital, Tiflis fue rodado en 1912 por Vasil Amashukeli (1886-1977), mientras que la primera película nacional (Kristine) fue filmada en 1916 por Alexandre Cucunava (1881-1955). La Academia Estatal de Arte de Tiflis fue fundada en 1917.
La cultura georgiana sufrió durante la época soviética debido a la política de rusificación que fue fuertemente resistida por muchos georgianos. Desde la independencia de Georgia en 1991, el resurgimiento de la cultura ha tomado vuelo a pesar de las dificultades económicas y políticas de la era postsoviética.
En 2007 Georgia hace su debut en el Festival de la Canción de Eurovisión con una canción cuya letra busca la integración en Europa. «Visionary Dream» fue interpretada por la famosa cantante Sopho Khalvashi y quedó en 12.º lugar en la final celebrada en Helsinki, después de haberse clasificado desde la semifinal. El 22 de noviembre de 2008, Georgia resultó vencedora del sexto certamen de Eurovisión Junior. En 2015, Georgia fue representada por Nina Sublatti, con la canción «Warrior», que consiguió pasar a la final tras quedar 4.º en la semifinal. En ella consiguió un undécimo puesto.

### Danzas tradicionales

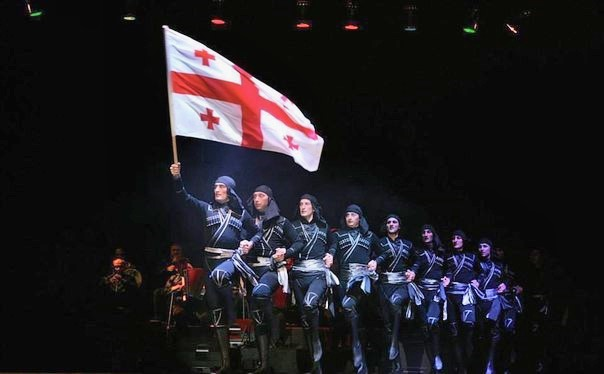
Khorumi, danza de combate tradicional georgiana.

Las danzas georgianas son ricas, en género relazadas sobre el estilo nacional y las tradiciones. Se dividen en solitario, en pareja y en grupo. Las mujeres se mueven con gracia en pasos cortos. Los hombres muestran el afán de lucha que se expresa en los movimientos rápidos, saltos de altura y piruetas valientes. Espaldas tanto de los hombres y de mujeres permanecen siempre rectas y sin movimiento.
La orquesta nacional de conjuntos de danza Erisioni y Sujushvilebi es conocida en todo el mundo. La danza de Georgia cuenta con trajes de variados colores, con más de treinta y cinco personas en escena, mucha energía, mucho dinamismo, cambios de vestuario, fantástica iluminación, música original en vivo, acordeones, flautas georgianas y tambor.
También las coreografías son fabulosas, con temáticas de guerras, de danzas, de matrimonios, de fiestas, tradiciones caucásicas, muy georgianas. En las danzas de festividades, se utilizan trajes elaborados, con piedras y coronas. A continuación se presentan unas danzas de celebraciones, danzas de las regiones montañosas del Cáucaso, hasta concluir la primera parte con una danza de celebración matrimonial, que incluye unas increíbles acrobacias propias del pueblo georgiano, entre las cuales se encuentra bailar de puntillas, sin ningún soporte en los pies, así como los giros de 360 grados, dobles giros y toda una gama de saltos y acrobacias que hacen aparecer a los bailarines como si estuvieran volando.
Hay una toda una serie de danzas de Georgia, entre ellas: Kartuli (ქართული), Khorumi (ხორუმი), Acharuli (აჭარული), Kazbeguri (ყაზბეგური), Khanjluri (ხანჯლური), Khevsuruli (ხევსურული), Mtiuluri (მთიულური), Samaia (სამაია), Kintouri (კინტოური), Jeirani (ჯეირანი), Partsa (ფარცა), Karachokheli (ყარაჩოხელი), Davluri (დავლური), etc.

### Gastronomía

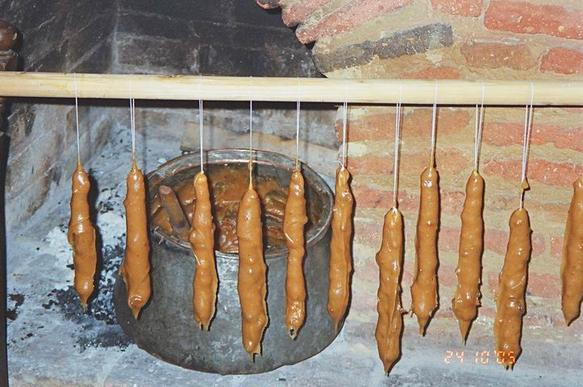
Churchjela.

La cocina georgiana se refiere a los estilos de la gastronomía y los platos con los orígenes de la nación de Georgia y preparado por los georgianos de todo el mundo. Ofrece una variedad de platos con diferentes hierbas y especias. Cada provincia histórica de Georgia tiene su propia tradición culinaria distinta, como la cocina mingreliana, la kajetiana y la imeretiana. Además de varios platos de carne, la cocina georgiana también ofrece una variedad de platos vegetarianos.

La importancia de la comida y bebida a la cultura georgiana se observa mejor durante una fiesta, cuando se prepara una enorme variedad de platos, siempre acompañados por grandes cantidades de vino, y puede durar horas. En una fiesta de Georgia, el papel del Tamadá (maestro de ceremonias) es una posición importante y honrada. En los países de la antigua Unión Soviética y en particular en Rusia la comida de Georgia es muy popular debido a la inmigración. En todas las grandes ciudades rusas es frecuente encontrar restaurantes de Georgia, y no es raro ver platos de la gastronomía de Georgia en la carta de restaurantes rusos.

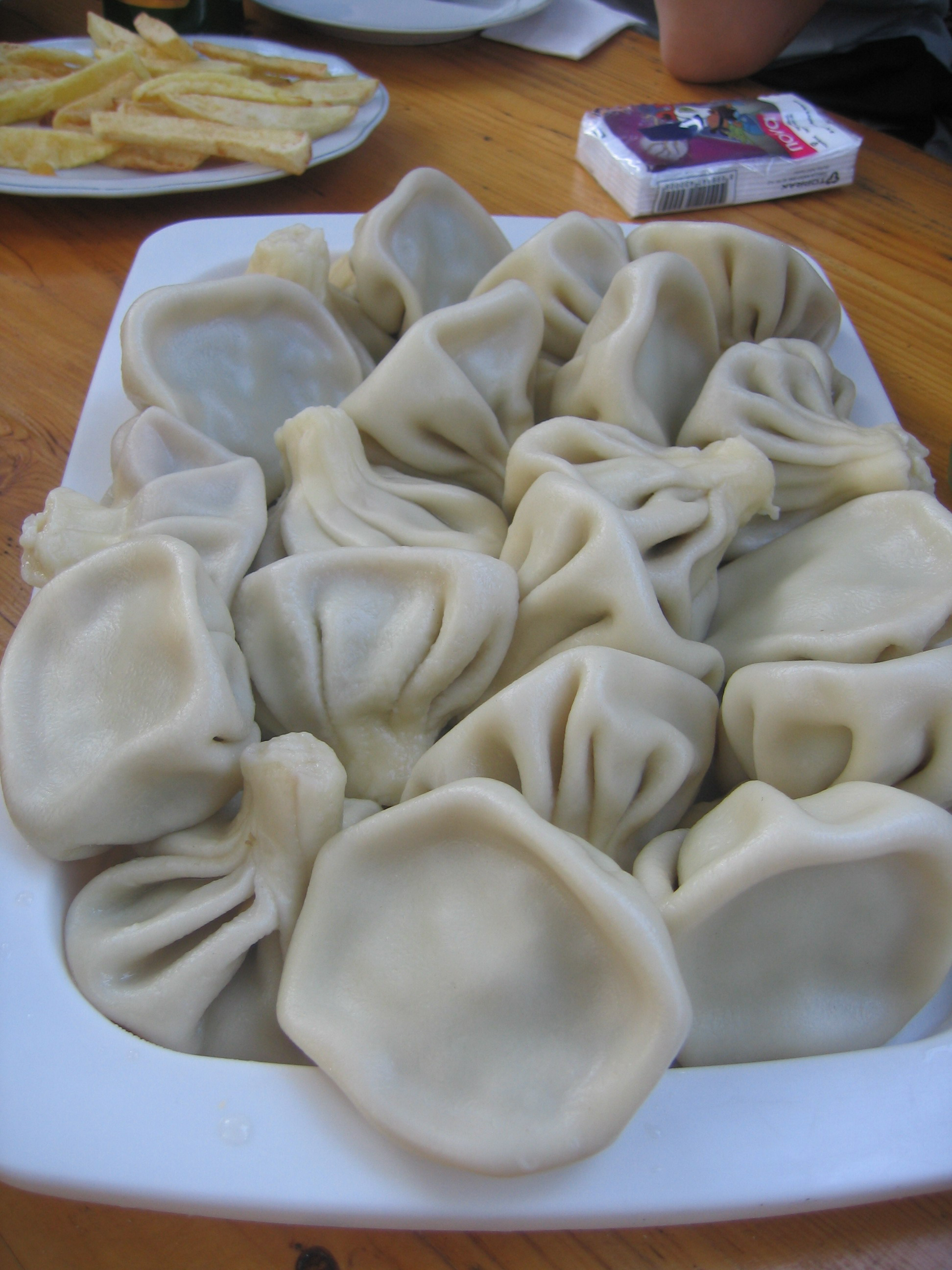
Jinkali/Khinkali.

Un plato especial es el «jinkali» (grandes raviolis muy jugosos), que se rocía con pimienta negra. En los días de las celebraciones se prepara «satsivi», un plato muy famoso de la cocina georgiana. El satsivi se parece a una salsa blanda picante básicamente fría de pollo o pavo con nueces trituradas. También se suele preparar cerdo asado en el horno, «chajojbili». Además del pan, también se sirven tortillas de maíz («mchadi») de la sartén, que se prepara en el horno (en Georgia llamada Bujari) en especial de una olla de cerámica. También es muy tradicional el pan de pita caliente de forma alargada lamdo («lavashi») que también se prepara en el horno de piedra. A veces al pan fresco reemplaza gachas de maíz («gomi»).

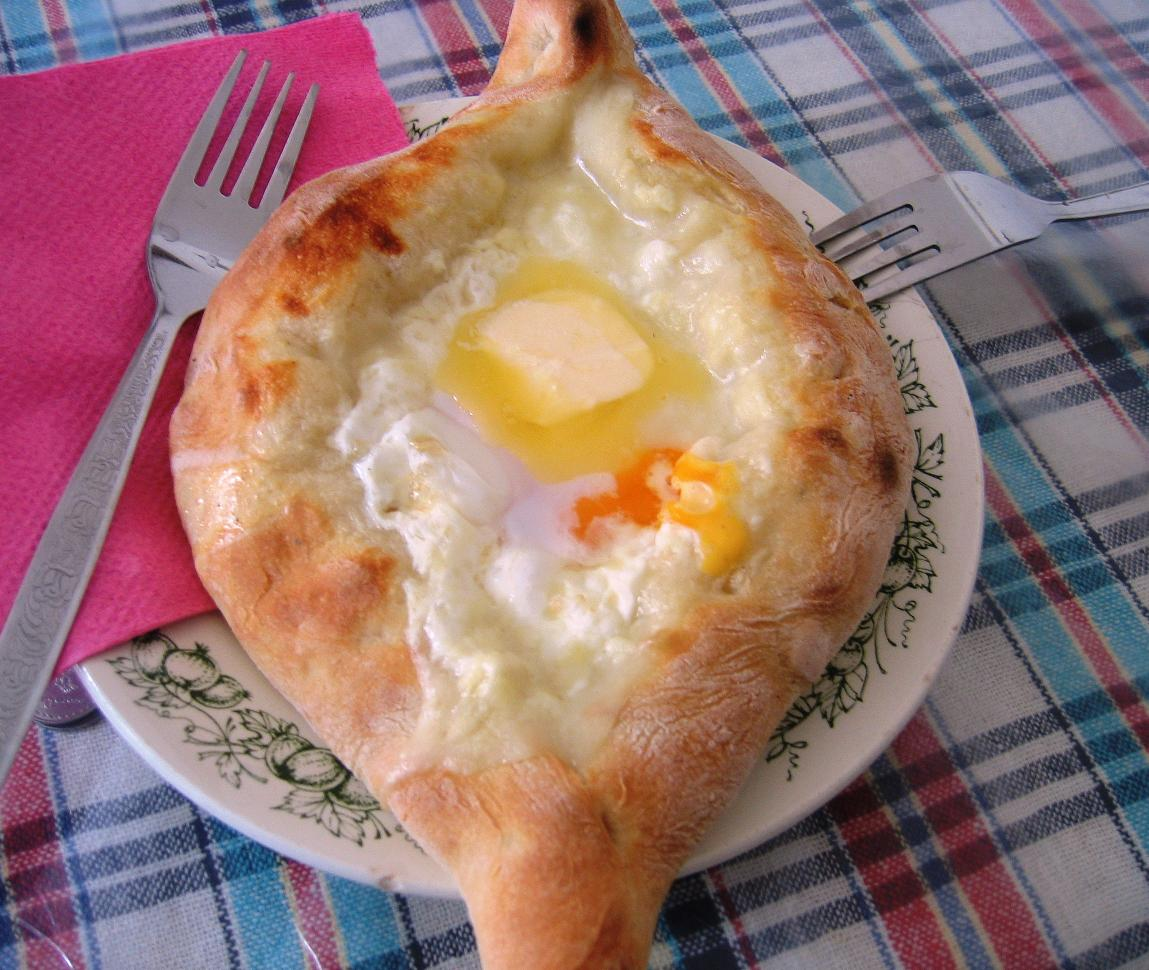
«Jachapuri ayariano», relleno de queso y cubierto con huevo crudo.

El «jachapuri» es uno de los platos más tradicionales de Georgia. Consiste de un pan leudado y de diversas formas, relleno de queso (fresco o curado) además de huevo y otros ingredientes variados. También entre los aperitivos son muy populares una variedad de platos de la berenjena, remolacha cocida cornejo y seca. El «lobio» (denominado también «mjave lobio») es un plato común en Georgia que se hace de judías y cebollas. La cocina georgiana también ofrece una amplia gama de salsas «adjika», «tkemali», «satsebeli» de tomates y pimientos dulces. La salsa de una fiesta «bazhe», salsa muy picante de nueces trituradas, ajo y vinagre de vino, servido con carne y pescado.
Para platos dulces incluyen «gozinahi» de frutos secos tostados y miel, condensada, y «churchjela», una idea como una vela, un producto decorativo a base de nueces y zumo de infusión Vinogradova; «kada», rollo de hojaldre relleno de harina frita, mantequilla y el azúcar; «pelamushi», jugo espeso jalea de uva, que se come con una cuchara y se degusta una vez que se ha enfriado.

#### Viticultura
Georgia es famosa por sus vinos. Los vinos de Georgia más famosos son Jvanchkará Kindzmaraúli (tinto) y Tsinandali (blanco o naranja). Los últimos hallazgos arqueológicos descubiertos en 2017 demuestran que Georgia es la más antigua de las regiones productoras de vino del mundo. Se han encontrado pruebas de que en estos valles del Cáucaso, la domesticación de una vid euroasiática silvestre exclusivamente para la producción de vino existe desde hace 8000 a. C., a principios del neolítico. Desde entonces se ha mantenido la tradición de elaborar vinos en tinajas de terracota, llamadas kvevri, enterradas en el suelo. Debido a esta tradición milenaria, las costumbres asociadas a la viticultura están íntimamente ligadas y son inseparables de la identidad nacional de Georgia.
El clima moderado y el aire húmedo de Georgia, influenciado por el Mar Negro, proporcionan las mejores condiciones para el cultivo de la vid. El suelo de los viñedos se cultiva de forma tan intensiva que las vides crecen por los troncos de los árboles frutales y acaban colgando junto a la fruta cuando ésta madura. Este método de cultivo se denomina «maglari». Entre las regiones vinícolas georgianas más conocidas están Kajetia (dividida a su vez en las microrregiones de Telavi y Kvareli), Kartli, Imericia, Racha-Lechkhumi y Kvemo Svaneti, Adjara y Abjasia.

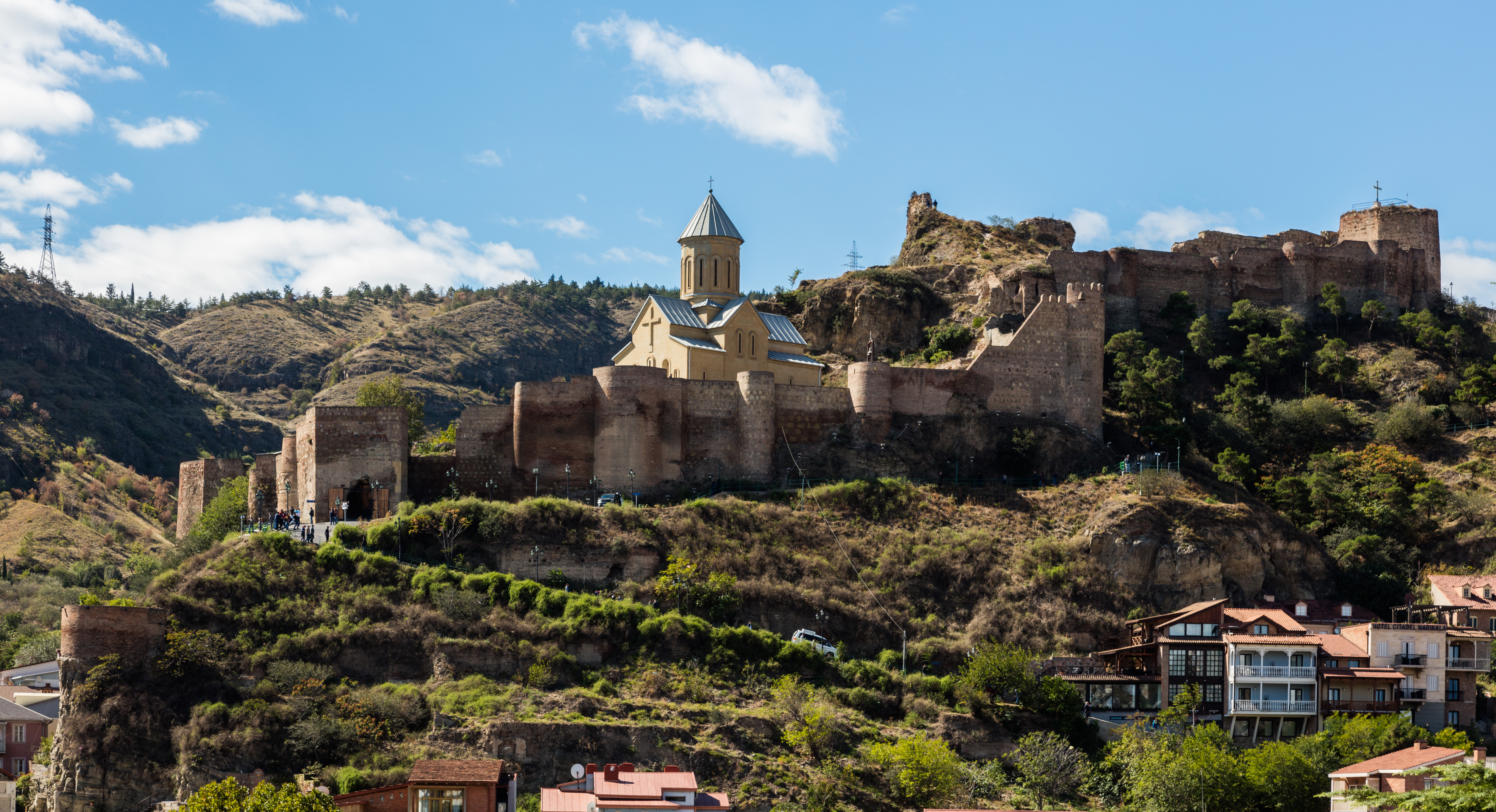
Narikala, una antigua fortaleza con vista a la ciudad de Tiflis en Georgia

### Arquitectura y arte
La arquitectura georgiana ha recibido la influencia de muchas civilizaciones. Hay varios estilos arquitectónicos para castillos, torres, fortificaciones e iglesias. Las fortificaciones del Alto Svaneti y la ciudad castillo de Shatili, en Jevsuretia, son algunos de los mejores ejemplos de la arquitectura medieval de los castillos georgianos. Otros aspectos arquitectónicos de Georgia son la avenida Rustaveli, en Tiflis, y el distrito de la ciudad vieja.
El arte eclesiástico georgiano es uno de los aspectos más notables de la arquitectura cristiana georgiana, que combina el estilo clásico de cúpula con el estilo original de basílica, formando lo que se conoce como el estilo georgiano de cúpula en cruz. La arquitectura de cúpula en cruz se desarrolló en Georgia durante el siglo IX; antes, la mayoría de las iglesias georgianas eran basílicas. Otros ejemplos de arquitectura eclesiástica georgiana se encuentran fuera de Georgia: El monasterio de Bachkovo en Bulgaria (construido en 1083 por el comandante militar georgiano Grigorii Bakuriani), el monasterio de Iviron en Grecia (construido por georgianos en el siglo X) y el monasterio de la Cruz en Jerusalén (construido por georgianos en el siglo IX). Uno de los artistas georgianos más famosos de finales del siglo XIX y principios del XX fue el pintor primitivista Niko Pirosmani.

Tsutsunava (a la izquierda) acompañado por Ketevan Magalashvili y Dimitri Shevardnadze

### Cine
El primer largometraje realizado en el país fue un documental sobre el poeta y político Akaki Tsereteli realizado en 1912 y titulado Akakis mogzauroba («El viaje de Akaki») de Vasil Amashukeli. Cuatro años después se realizó la primera película de ficción («Qhristine») obra del director teatral Aleksandr Tsutsunava.
El cine georgiano fue uno de los más notables de la URSS. La primera película georgiana de la época soviética fue obra de Iván Perestiani y se rodó en 1921 con el título «Arsena Jorjiashvili» («El asesinato del General Gryaznov»). y en 1923 «Tsiteli eshmakunebi» («Diablillos rojos») que narra un capítulo de la guerra civil rusa y con la que alcanzó notoriedad.
Destacan a principios de la época soviética Kote Mikaberidze («Chemi bebia», «Mi abuela»; 1929), Mijaíl Chiaureli, Mijaíl Kalatozov y Nikoloz Shenguelaya, autor de «Eliso» (1928) y cuyo título dio lugar a los premios nacionales de cine del mismo nombre;
Muy castigado durante el stalinismo, a partir de 1955 resurge con figuras como Tenguiz Abuladze, Revaz Chkheidze, que juntos filmaron ese año «Magdanas lurja» («El burro de Magdana»); y Georgi Daneliya (Me paseo por Moscú, 1963). En la década de 1960 destacan también los hermanos Shenguelaya, hijos de Nikoloz, Giorgi y Eldar que realizaron algunos de los mejores filmes de esa década y las dos siguientes.Sin embargo el más laureado es Otar Iosseliani, director de «Giorgobistve» («La caída de la hoja», 1966) e «Iko shashvi mgalobeli» («Érase una vez un mirlo cantor») de 1970.
En la década de 1970 surgen nuevos directores que en su mayoría se han formado en la propia Georgia: Lana Gogoberidze, hija del también director Nutsa Gogoberidze; Mijaíl Khobakidze, Tato Kotetishvili y Mijaíl Kalatozishvili («Rcheuli», 1991) («El elegido») entre otros.
Con la disolución de la Unión Soviética surgen problemas de índole económica y política que afectaran sobremanera el mundo del cine y este solo pudo mantenerse gracias a las coproducciones con otros países. Es el caso de la nominada al Óscar como película de habla no inglesa «El chef enamorado», «Shekvarebuli kulinaris ataserti retsepti», de 1996, dirigida por Nana Djordjadze y producida por Francia, Alemania, Bélgica, Ucrania y la propia Georgia. En el mudo cinematográfico la Revolución de las Rosas separó algo más a este del «modo ruso de hacer cine», pero no hubo una recuperación en lo económico. Los directores viven y trabajan en países extranjeros (Francia y Alemania) si bien algunos vuelven a realizar películas al país: Iosseliani, Nino Kirtadze o Gela Babluani.

## Deportes

### Halterofilia

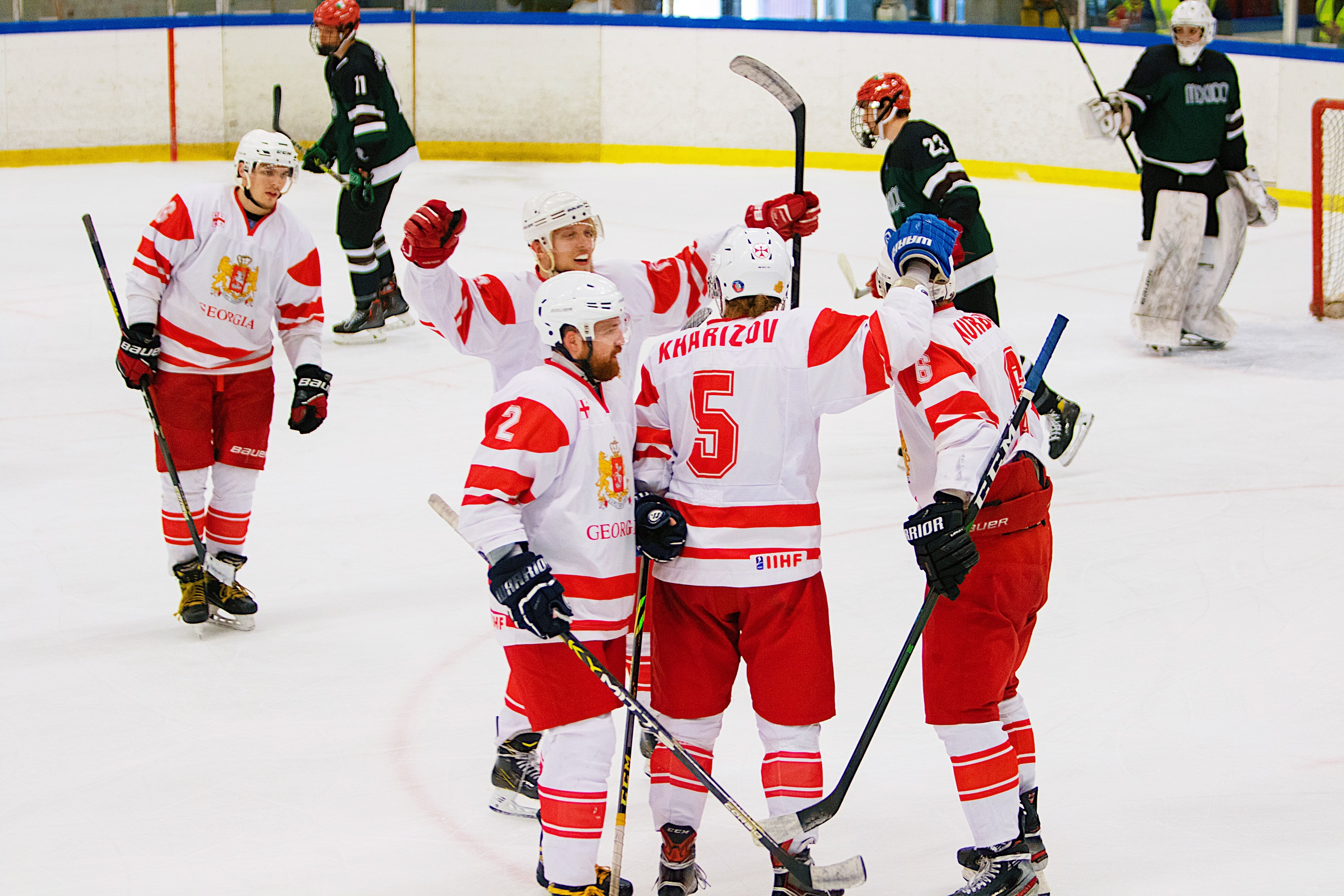
Selección nacional de Hockey sobre hielo de Georgia

Lasha Talajadze es recordado por haber participado en los Juegos Olímpicos de Río de Janeiro 2016, obteniendo una medalla de oro en la categoría de +105 kg.1 Ganó tres medallas de oro en el Campeonato Mundial de Halterofilia entre los años 2015 y 2018, y cuatro medallas de oro en el Campeonato Europeo de Halterofilia entre los años 2016 y 2019.
Ilia Topuria. Ganador de peso pluma en la UFC.

### Rugby
La selección de rugby de Georgia ha clasificado a seis copas del mundo con un rendimiento de menor a mayor. En su primer mundial, el de Australia 2003, no ganó ningún partido, pero en las siguientes ediciones consiguió vencer en al menos un partido.
En esta competición ha obtenido triunfos frente a las selecciones de Namibia, Rumania, Tonga y Uruguay.
Está ubicada como la 12.ª mejor selección en el escalafón mundial, por delante de equipos como Estados Unidos, Rusia y España.

### Automovilismo
El Circuito de Rustavi está situado a 20 kilómetros de Tiflis. Recibe su nombre de la ciudad más cercana, Rustavi. En 2012 es reconstruido completamente conforme a estándares de categoría 2 de FIA y es el primero autódromo profesional construido en el Transcáucaso. El presidente de Georgia Mijeíl Saakashvili participó al volante de un bólido fórmula 3 en la ceremonia de inauguración celebrada el 29 de abril de 2012.

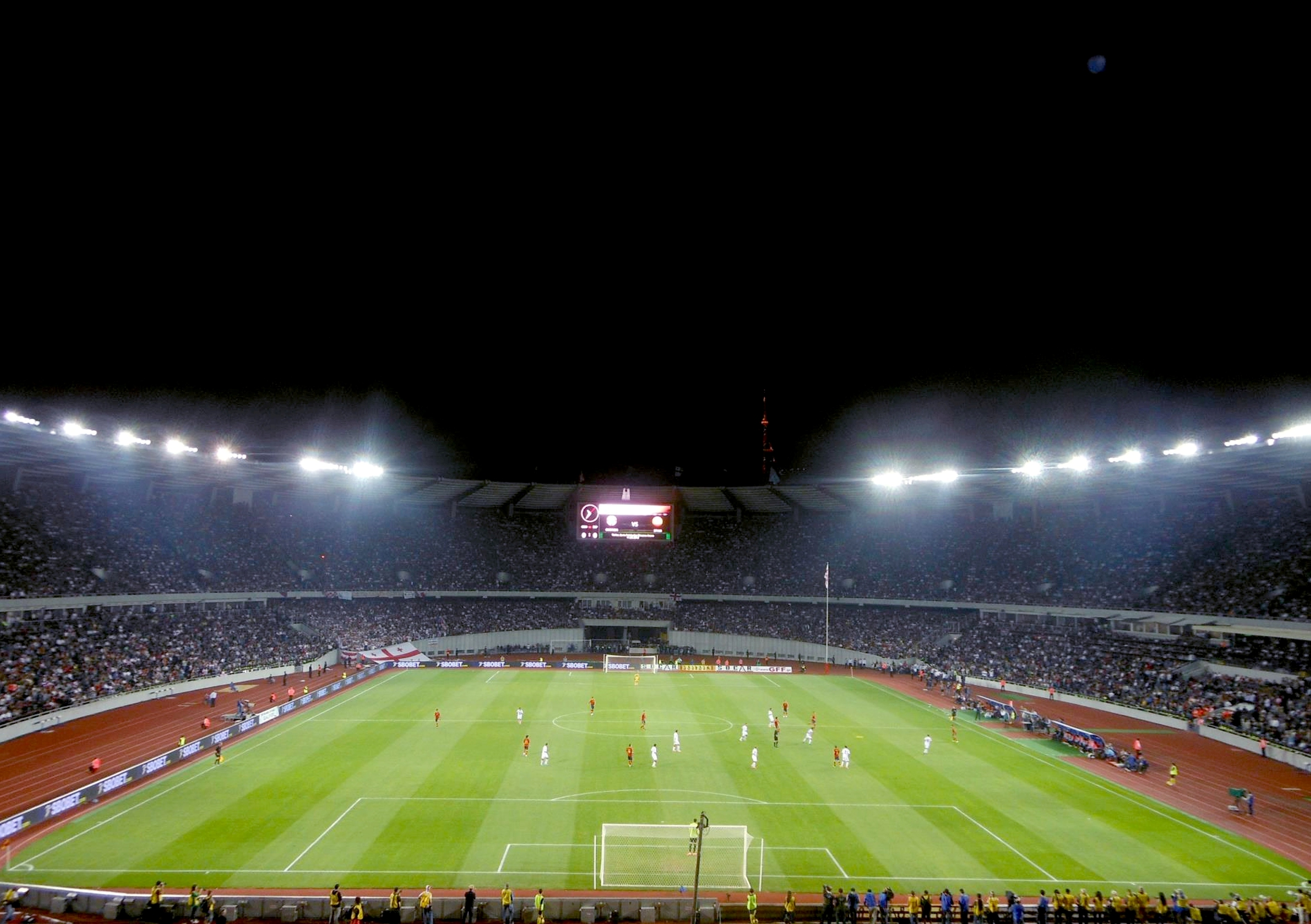
El Estadio Boris Paichadze Dinamo Arena durante un partido entre Georgia y España en 2012

### Fútbol
La selección de Georgia surgió en 1991 tras la desaparición de la Unión de Repúblicas Socialistas Soviéticas, y su posterior independencia. Previamente, los jugadores de origen georgiano jugaban en la Selección de la Unión Soviética.
Hasta el día de la fecha, y desde su emancipación de la ex-Unión Soviética, no ha logrado clasificar a la Copa Mundial de Fútbol, pero si a la Eurocopa 2024, después de vencer 4-2 en penales a Grecia.
Dentro de Georgia, existe la Erovnuli Liga, la cual es la liga de mayor nivel del país. Comenzó a disputarse en 1990, y el equipo más laureado es el Dinamo Tiflis, con 18 títulos, seguido del Torpedo Kutaisi, con 4 títulos.
En la actualidad, el jugador más importante de la selección georgiana de fútbol es el extremo izquierdo Khvicha Kvaratskhelia (Tiflis, 2001), jugador del Paris Saint-Germain Football Club de la Ligue 1 de Francia.

### Ajedrez
En Georgia es un deporte muy popular y ha obtenido grandes resultados, especialmente en las competiciones femeninas. Georgia cuenta con 29 jugadores que tienen el título de Gran Maestro Internacional, entre ellos tres mujeres que cuentan con el mismo título. El equipo olímpico femenino ganó las olimpíadas de ajedrez de 1992, 1994 y 1996. Sus jugadores más destacados son Baadur Jobava, Zviad Izoria, Mikheil Mchedlishvili, Zurab Azmaiparashvili, Merab Gagunashvili, Levan Pantsulaia y Tamaz Gelashvili, sobresaliendo entre las mujeres las excampeonas del mundo Nona Gaprindashvili y Maia Chiburdanidze, y otras jugadoras que ocupan muchos lugares entre las cien mejores del mundo, como Lela Javakhisvili, Ana Matnadze (nacionalizada española) o Nana Dzagnidze, quien llegó a ser tercera de la clasificación mundial femenina en abril del 2005.

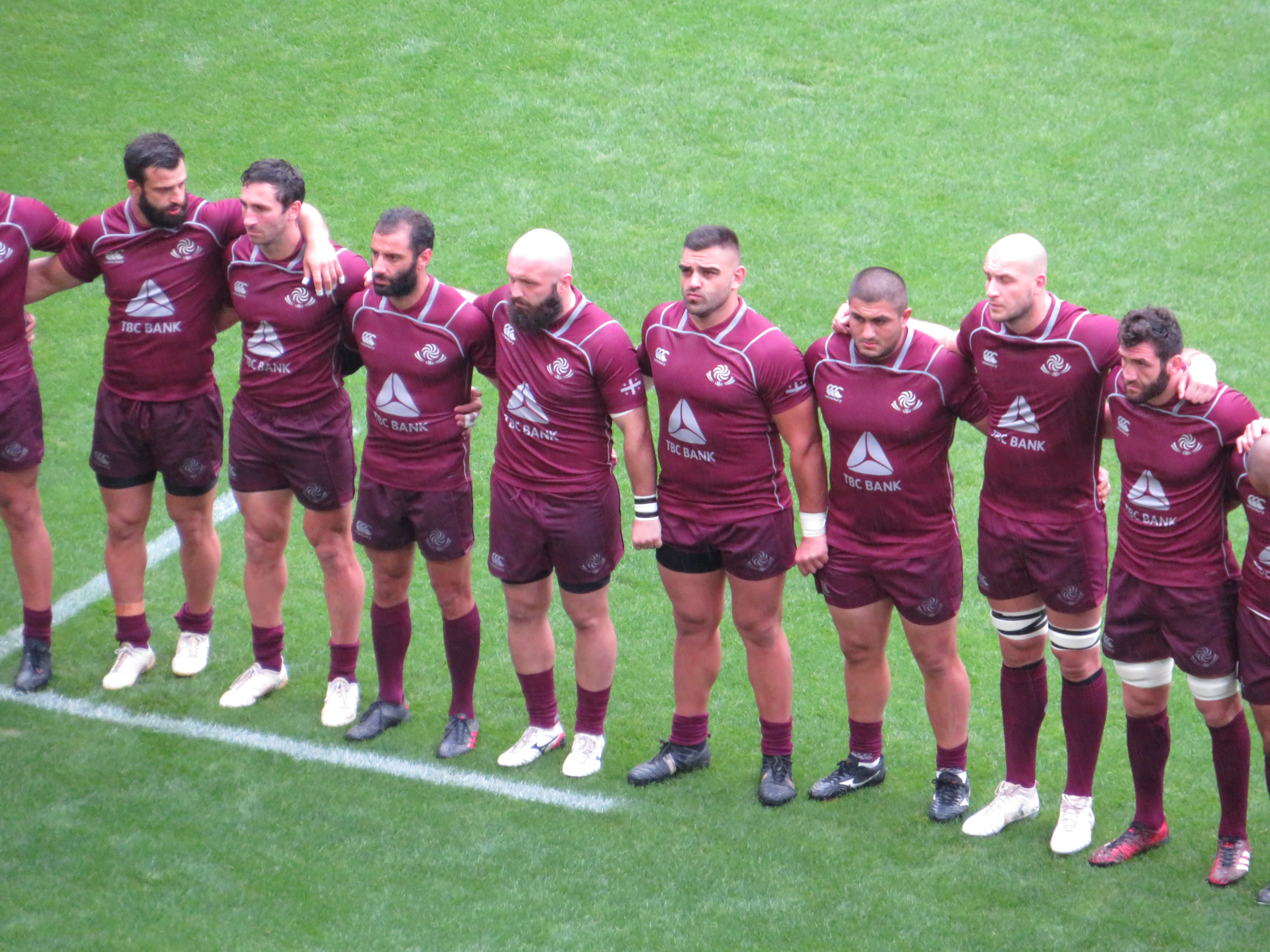
Selección nacional de Rugby de Georgia en 2018

### Baloncesto
Georgia ha dado a cuatro jugadores de baloncesto que han jugado o juegan en la NBA:
- Vladimir Stepania (1976-)
- Nikoloz Tskitishvili (1983-)
- Tornike Shengelia (1991-)
- Zaza Pachulia (1984-), el único que actualmente está en activo en dicha liga
- Jake Tsakalidis (1979-), nativo de la república, pero que representó internacionalmente a Grecia.

## Nota
1. ↑  Acorde a la fonética del español o castellano, «Georgia» se pronuncia tal cual se escribe, es decir: [jeórjia].[8][9]